# Sexismus

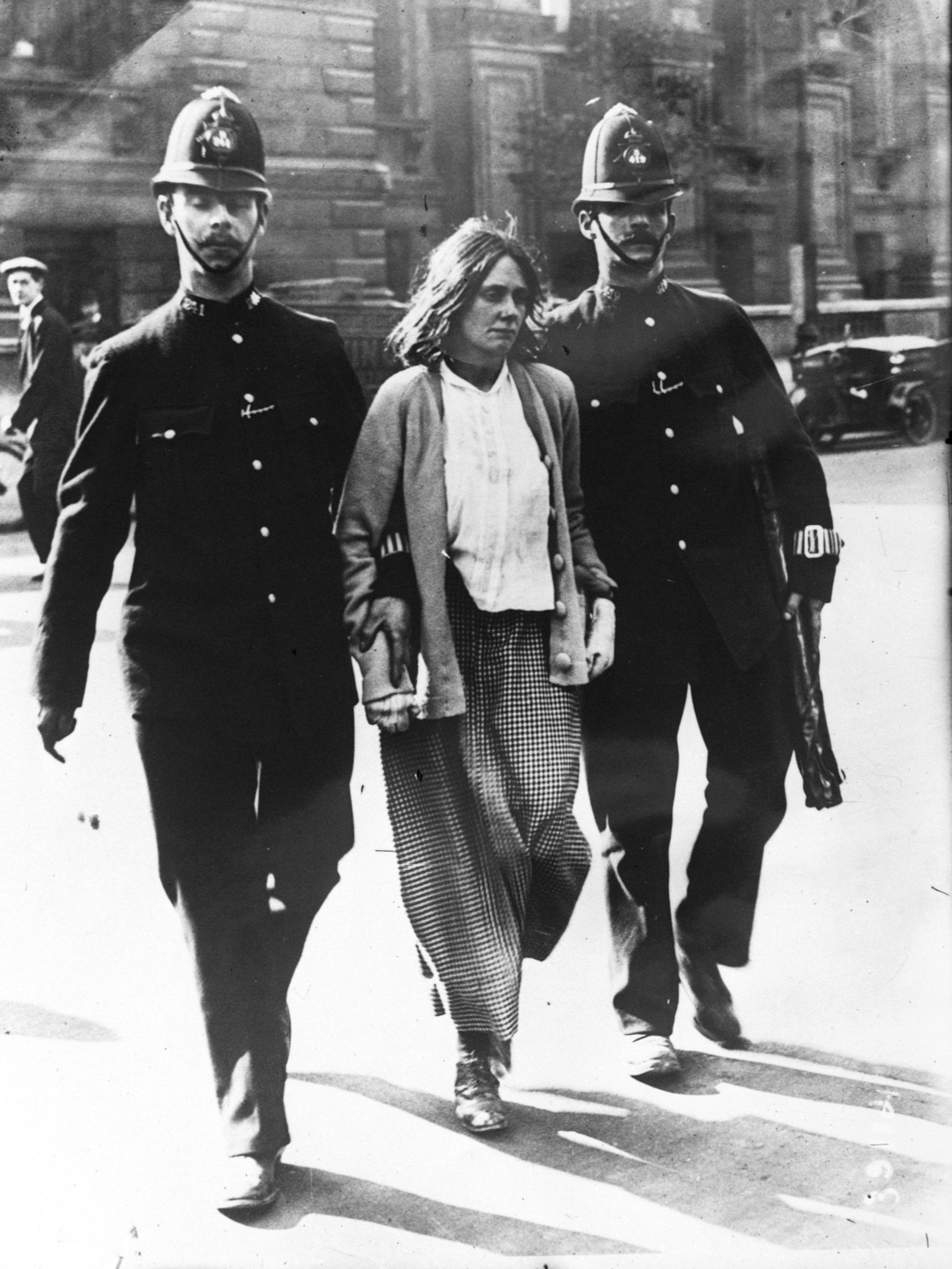
Organizace sufražetek vedly kampaň za volební právo žen.

Sexismus je předsudek nebo diskriminace na základě pohlaví. Sexismus se může týkat kohokoli, viditelně se týká především žen a dívek, méně viditelně mužů a chlapců. Souvisí se stereotypy a genderovými rolemi a může zahrnovat přesvědčení, že jedno pohlaví nebo gender je ze své podstaty nadřazené druhému. Extrémní sexismus může posilovat sexuální obtěžování, znásilnění a další formy sexuálního násilí. Může vyplývat ze společenských nebo kulturních zvyklostí a norem.

## Etymologie a definice
Podle Freda R. Shapira termín "sexismus" s největší pravděpodobností vytvořila 18. listopadu 1965 Pauline M. Leetová během "Student-Faculty Forum" na Franklin and Marshall College. Konkrétně se slovo sexismus objevuje v příspěvku Leetové na fóru Women and the Undergraduate, kde ho definuje přirovnáním k rasismu a uvádí: "Pokud tvrdíte, že když méně žen píše dobrou poezii, ospravedlňuje to jejich úplné vyloučení, zaujímáte postoj podobný postoji rasisty. V tomto případě bych vás mohl nazvat "sexistou". Jak rasista, tak sexista se chovají, jako by se vše, co se stalo, nikdy nestalo, a oba se rozhodují a vyvozují závěry o něčí hodnotě s odvoláním na faktory, které jsou v obou případech irelevantní."
Podle Shapira se termín "sexismus" poprvé objevil v tisku v projevu Caroline Birdové On Being Born Female, který byl publikován 15. listopadu 1968 v časopise Vital Speeches of the Day. V tomto projevu částečně řekla: "V zahraničí se uznává, že jsme v mnoha ohledech sexistická země. Sexismus je posuzování lidí podle jejich pohlaví, i když na pohlaví nezáleží. Sexismus se dá přirovnat k rasismu".
Sexismus lze definovat jako ideologii založenou na přesvědčení, že jedno pohlaví je nadřazené druhému. Jedná se o diskriminaci, předsudky nebo stereotypy založené na pohlaví, které se nejčastěji projevují vůči ženám a dívkám.
Sociologie zkoumá sexismus jako projev na individuální i institucionální úrovni. Podle Richarda Schaefera sexismus podporují všechny významné společenské instituce. Sociologové popisují paralely mezi jinými ideologickými systémy útlaku, jako je rasismus, který rovněž působí na individuální i institucionální úrovni. První socioložky Charlotte Perkins Gilmanová, Ida B. Wellsová a Harriet Martineauová popisovaly systémy nerovnosti mezi pohlavími, ale nepoužívaly termín sexismus, který se objevil až později. Sociologové, kteří přijali funkcionalistické paradigma, např. Talcott Parsons, chápali nerovnost pohlaví jako přirozený důsledek dimorfního modelu pohlaví.
Psycholožky Mary Crawfordová a Rhoda Ungerová definují sexismus jako předsudky jednotlivců, které zahrnují "negativní postoje a hodnoty vůči ženám jako skupině". Peter Glick a Susan Fiskeová vytvořili termín ambivalentní sexismus, aby popsali, že stereotypy o ženách mohou být jak pozitivní, tak negativní a že jednotlivci rozdělují stereotypy, které zastávají, na nepřátelský sexismus nebo benevolentní sexismus.
Feministická autorka Bell Hooksová definuje sexismus jako systém útlaku, který vede ke znevýhodňování žen. Feministická filozofka Marilyn Fryeová definuje sexismus jako "postojově-konceptuálně-kognitivně-orientační komplex" mužské nadřazenosti, mužského šovinismu a misogynie.
Filozofka Kate Manneová definuje sexismus jako jednu z větví patriarchálního řádu. Podle její definice sexismus racionalizuje a ospravedlňuje patriarchální normy, na rozdíl od misogynie, která patriarchální normy prosazuje a vynucuje. Manne říká, že sexismus se často snaží, aby se patriarchální společenské uspořádání jevilo jako přirozené, dobré nebo nevyhnutelné, takže se zdá, že není důvod se mu bránit.

## Historie

### Starověk

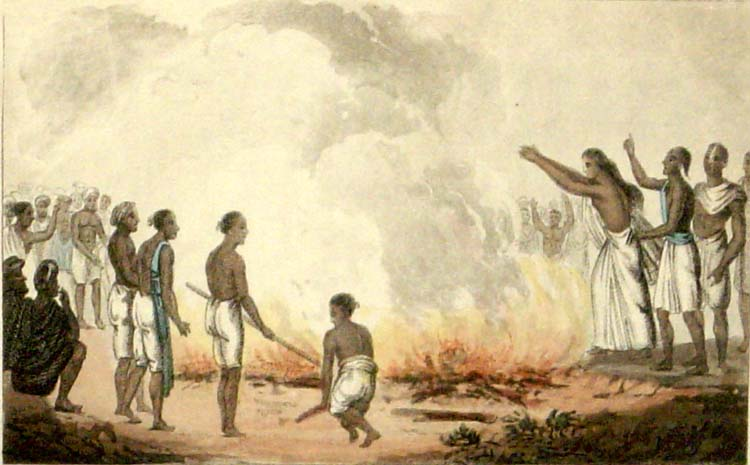
Sati neboli sebeupalování vdov bylo v hinduistické společnosti rozšířené až do počátku 19. století.

Postavení žen ve starém Egyptě záviselo na jejich otci nebo manželovi, ale měly majetková práva a mohly se účastnit soudních jednání, a to i jako žalobci. Ženy v anglosaském období měly běžně rovnoprávné postavení. Chybí však důkazy, které by nasvědčovaly, že by předzemědělské společnosti přiznávaly ženám vyšší postavení než dnes. V průběhu rozvoje zemědělství a usedlých kultur se prosadila představa, že jedno pohlaví je podřadnější než druhé. Nejčastěji se to týkalo žen a dívek. Příkladem sexismu ve starověkém světě jsou psané zákony, které ženám bránily v účasti na politickém procesu. Ženy ve starověkém Římě například nemohly volit ani zastávat politické funkce. Dalším příkladem jsou učební texty, které dětem vštěpují podřízenost žen. Ženy ve starověké Číně se učily konfuciánským zásadám, že žena má v dětství poslouchat otce, v manželství manžela a ve vdovství syna.

### Hon na čarodějnice a procesy

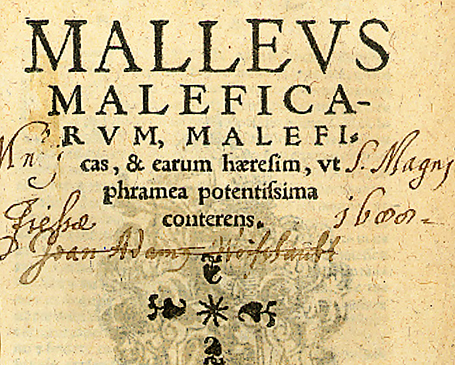
"Kladivo na čarodějnice, které ničí čarodějnice a jejich kacířství jako dvousečný meč". Titulní list sedmého kolínského vydání Malleus Maleficarum z roku 1520 z knihovny Univerzity v Sydney.

Sexismus v 15. až 18. století pravděpodobně podnítil čarodějnické procesy. V raně novověké Evropě a v evropských koloniích v Severní Americe se tvrdilo, že čarodějnice představují hrozbu pro křesťanství. Při pronásledování těchto žen hrála roli dobová misogynie.
V knize Malleus Malificarum, která hrála významnou roli při honech na čarodějnice a čarodějnických procesech, autoři tvrdí, že ženy praktikují čarodějnictví častěji než muži, a píší, že:
Všechna zloba je jen malá proti zlobě ženy... Co jiného je žena než nepřítel přátelství, neodvratný trest, nutné zlo, přirozené pokušení, žádoucí neštěstí, domácí nebezpečí, rozkošná újma, zlo přírody, malované krásnými barvami!
Čarodějnictví je stále nezákonné v několika zemích včetně Saúdské Arábie, kde se trestá smrtí. V roce 2011 byla v této zemi sťata žena za "čarodějnictví a kouzelnictví". V některých částech světa jsou vraždy žen po obvinění z čarodějnictví stále běžné. Například v Tanzanii je po takovém obvinění každoročně zavražděno asi 500 starších žen.
Pokud jsou ženy terčem obvinění z čarodějnictví a následného násilí, často dochází k souběhu několika forem diskriminace. Může to být například souběh diskriminace na základě pohlaví s diskriminací na základě kasty, jak je tomu v Indii a Nepálu, kde jsou tyto zločiny poměrně časté.

### Coverture a další předpisy o manželství

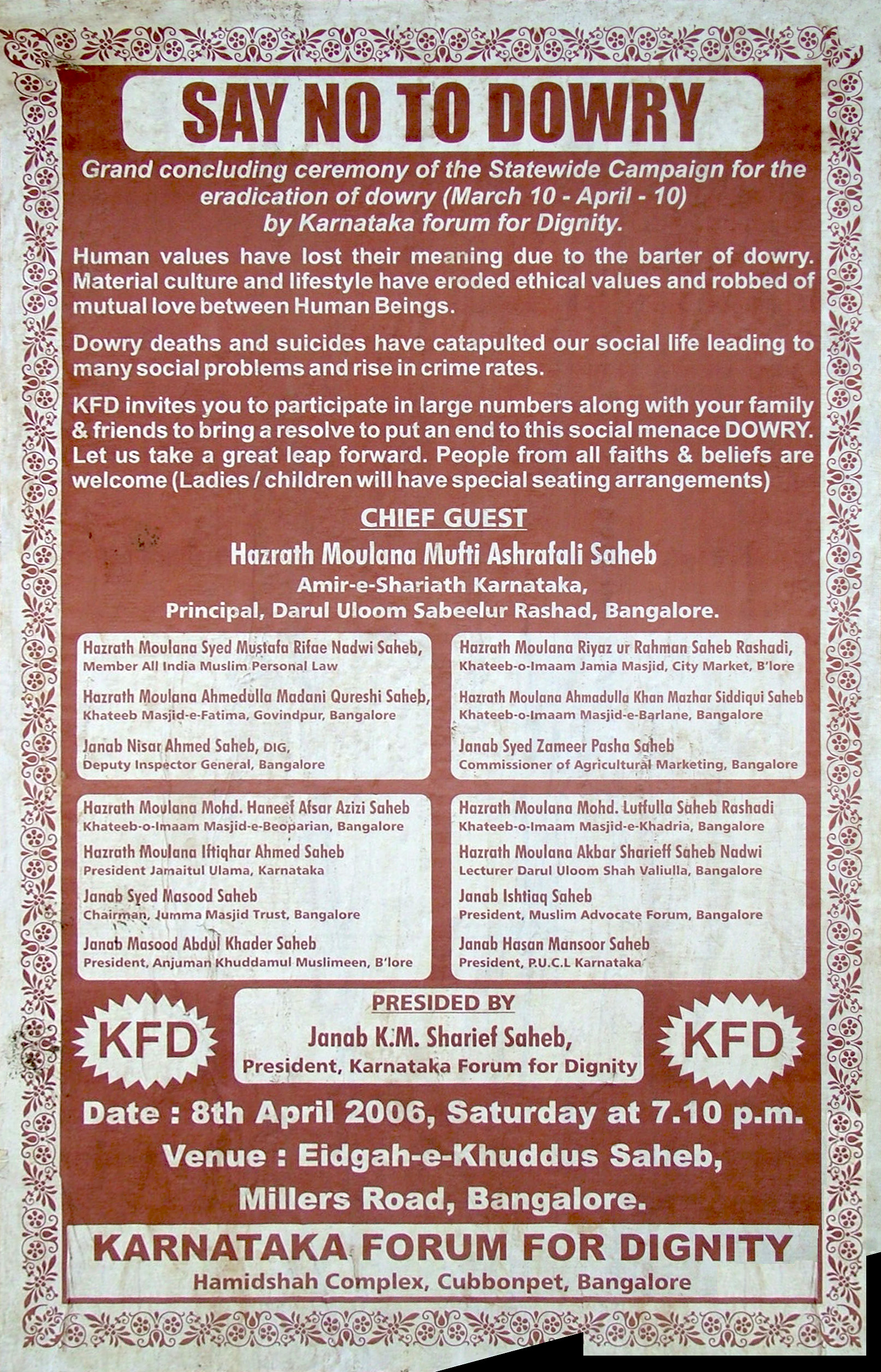
Plakát proti chudobě v Bangalore v Indii. Podle Amnesty International je "přetrvávající realita násilí spojeného s věnem příkladem toho, co se může stát, když se s ženami zachází jako s majetkem".

Až do 20. století platil v americkém a anglickém právu systém coverture, kdy "manželstvím tvoří muž a žena jednu právní osobu; to znamená, že bytí nebo právní existence ženy je po dobu manželství pozastavena". Ženy v USA byly právně definovány jako "osoby" až v roce 1875 (Minor v. Happersett, 88 U.S. 162). Podobná právní doktrína, nazývaná manželská moc, existovala i v římsko-nizozemském právu (a částečně stále platí i v dnešním Svazijsku).
Omezení práv vdaných žen byla v západních zemích běžná ještě před několika desetiletími: například francouzské vdané ženy získaly právo pracovat bez souhlasu manžela v roce 1965 a v západním Německu získaly toto právo ženy v roce 1977. Za Frankovy éry ve Španělsku potřebovala vdaná žena souhlas manžela (tzv. permiso marital) k zaměstnání, vlastnictví majetku a cestování mimo domov; permiso marital bylo zrušeno v roce 1975. Do roku 1983 musel v Austrálii žádost o cestovní pas vdané ženy schválit její manžel.
Ženy v některých částech světa stále ztrácejí svá zákonná práva v manželství. Například jemenské manželské předpisy stanoví, že žena musí svého manžela poslouchat a nesmí bez jeho svolení opustit domov. V Iráku zákon umožňuje manželům legálně "trestat" své ženy. Zákon o rodině v Konžské demokratické republice stanoví, že manžel je hlavou domácnosti, žena je povinna poslušností vůči svému manželovi, žena musí žít se svým manželem tam, kde se rozhodne žít, a žena musí mít povolení svého manžela k podání žaloby k soudu nebo k zahájení jiného právního řízení.
Zneužívání a diskriminační praktiky vůči ženám v manželství mají často kořeny ve finančních platbách, jako je věno nebo cena za nevěstu. Tyto transakce často slouží k legitimizaci donucovací kontroly nad ženou ze strany jejího manžela a dávají mu nad ní moc; například článek 13 zákona o osobním stavu v Tunisku stanoví, že "manžel nesmí v případě nevyplacení věna nutit ženu k uzavření manželství". To znamená, že pokud je věno vyplaceno, je znásilnění v manželství povoleno. Kritici v této souvislosti zpochybňují údajné výdobytky žen v Tunisku a jeho image jako pokrokové země v regionu a tvrdí, že diskriminace žen je zde stále velmi silná.
Světová organizace proti mučení (OMCT) uznala "nezávislost a schopnost opustit násilnického manžela" za klíčové pro zastavení špatného zacházení se ženami. V některých částech světa však mají ženy po uzavření manželství jen velmi malou šanci násilného manžela opustit: v mnoha zemích je rozvod velmi obtížný, protože je třeba u soudu prokázat vinu. Pokus o faktickou rozluku (odstěhování se z manželského domu) je rovněž nemožný, protože tomu brání zákony. Například v Afghánistánu hrozí manželce, která opustí manželský domov, uvěznění za "útěk". Kromě toho se v mnoha bývalých britských koloniích, včetně Indie, zachovává koncepce navrácení manželských práv. Podle této koncepce může být manželce soudem nařízeno, aby se vrátila ke svému manželovi. Pokud tak neučiní, může být obviněna z pohrdání soudem. Další problémy souvisejí se zaplacením ceny za nevěstu: pokud chce žena odejít, může její manžel požadovat vrácení ceny za nevěstu, kterou zaplatil rodině ženy, a rodina ženy ji často nemůže nebo nechce vrátit.

Zákony, předpisy a tradice týkající se manželství jsou v mnoha částech světa stále diskriminační vůči ženám a přispívají ke špatnému zacházení s nimi. Je tomu tak zejména v oblastech souvisejících se sexuálním násilím a sebeurčením v oblasti sexuality. Obzvlášť porušování práva na sebeurčení v oblasti sexuality je v současnosti považováno za porušení práv žen. V roce 2012 tehdejší vysoká komisařka pro lidská práva Navi Pillayová uvedla, že:
Se ženami se často zachází jako s majetkem, jsou prodávány do manželství, do obchodu s lidmi, do sexuálního otroctví. Násilí na ženách má často podobu sexuálního násilí. Oběti takového násilí jsou často obviňovány z promiskuity a činěny odpovědnými za svůj osud, neplodné ženy jsou odmítány manžely, rodinami a komunitami. V mnoha zemích nesmí vdané ženy odmítnout sexuální styk se svým manželem a často nemají možnost rozhodnout, zda budou používat antikoncepci ... Zajištění plné autonomie žen nad svým tělem je prvním zásadním krokem k dosažení faktické rovnosti žen a mužů. Osobní otázky – jako například kdy, jak a s kým se rozhodnou mít sex a kdy, jak a s kým se rozhodnou mít děti – jsou základem důstojného života.

### Sufražetky a politika

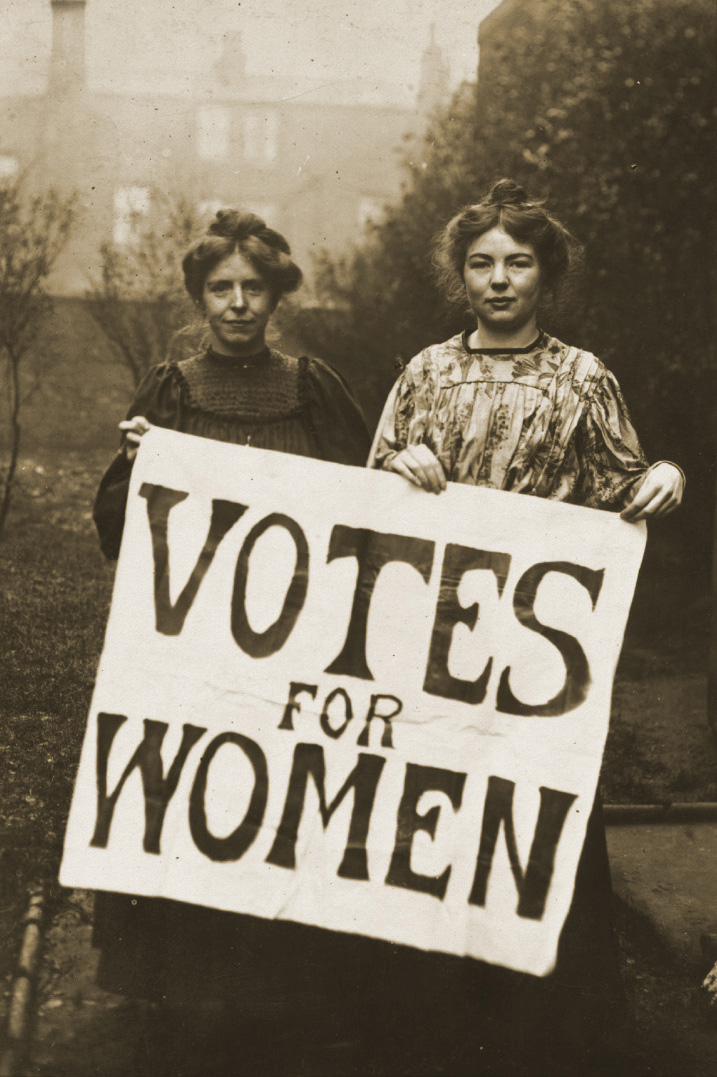
Annie Keneyová a Christabel Pankhurstová

Pohlaví se používá jako nástroj diskriminace žen v politické sféře. Volebního práva žen bylo dosaženo až v roce 1893, kdy Nový Zéland jako první země přiznal ženám volební právo. Nejnovější zemí, která rozšířila volební právo na ženy, je Saúdská Arábie, a to v roce 2011. Některé západní země povolily ženám volební právo teprve relativně nedávno. Švýcarské ženy získaly volební právo ve federálních volbách v roce 1971. Appenzell Innerrhoden se pak stal posledním kantonem, který ženám přiznal volební právo v místních záležitostech v roce 1991, přičemž jej k tomu musel donutit švýcarský Nejvyšší federální soud. Francouzské ženy získaly volební právo v roce 1944. V Řecku získaly ženy volební právo v roce 1952. V Lichtenštejnsku získaly ženy volební právo v roce 1984 na základě referenda.
Přestože dnes má téměř každá žena volební právo, ženy v politice stále ještě mají co zlepšovat. Studie ukázaly, že v několika demokratických zemích včetně Austrálie, Kanady a Spojených států jsou ženy v tisku stále prezentovány pomocí genderových stereotypů. Řada autorů prokázala, že genderové rozdíly v médiích jsou dnes méně patrné než v 80. letech, ale stále jsou přítomny. Některá témata (např. vzdělávání) jsou více spojována s kandidátkami, zatímco jiná témata (např. daně) jsou více spojována s kandidáty-muži. Kromě toho se klade větší důraz na osobní vlastnosti kandidátek, jako je jejich vzhled a osobnost, protože ženy jsou vykreslovány jako emocionální a závislé.
Sexismus v politice se projevuje také v nevyváženosti zákonodárné moci mezi muži a ženami. Lanyan Chen uvedl, že muži mají větší politickou moc než ženy a slouží jako strážci při tvorbě politiky. V důsledku toho nemusejí být potřeby žen náležitě zastoupeny. V tomto smyslu je nerovnost zákonodárné moci také příčinou genderové diskriminace v politice.Poměr žen a mužů v zákonodárných sborech se používá jako měřítko rovnosti žen a mužů v indexu posílení postavení žen a mužů, který vytvořila Organizace spojených národů (OSN), a v jeho novější podobě v indexu nerovnosti žen a mužů.

#### Menu v restauracích
Až do začátku 80. let 20. století měly některé americké luxusní restaurace dva jídelní lístky: běžný jídelní lístek s cenami pro muže a druhý jídelní lístek pro ženy, který ceny neuváděl (říkalo se mu "dámský jídelní lístek"), takže strávnice neznaly ceny jednotlivých položek. V roce 1980 vzala Kathleen Bicková svého obchodního partnera na večeři do restaurace L'Orangerie v západním Hollywoodu. Poté, co jí byl předložen jídelní lístek pro ženy bez cen a její host dostal jídelní lístek s cenami, najala Bicková právničku Glorii Allredovou, aby podala žalobu za diskriminaci s odůvodněním, že jídelní lístek pro ženy je v rozporu s kalifornským zákonem o občanských právech. Bicková uvedla, že když dostala jídelní lístek pro ženy bez cen, cítila se "ponížená a rozhořčená". Majitelé restaurace tuto praxi hájili s tím, že se tak děje ze zdvořilosti, podobně jako když muži vstávají, když do místnosti vstoupí žena. Přestože žaloba byla stažena, restaurace ukončila politiku jídelních lístků podle pohlaví.

### Trendy
Studie z roku 2021 zjistila jen málo důkazů o tom, že by se míra sexismu ve Spojených státech od roku 2004 do roku 2018 změnila.

## Genderové stereotypy

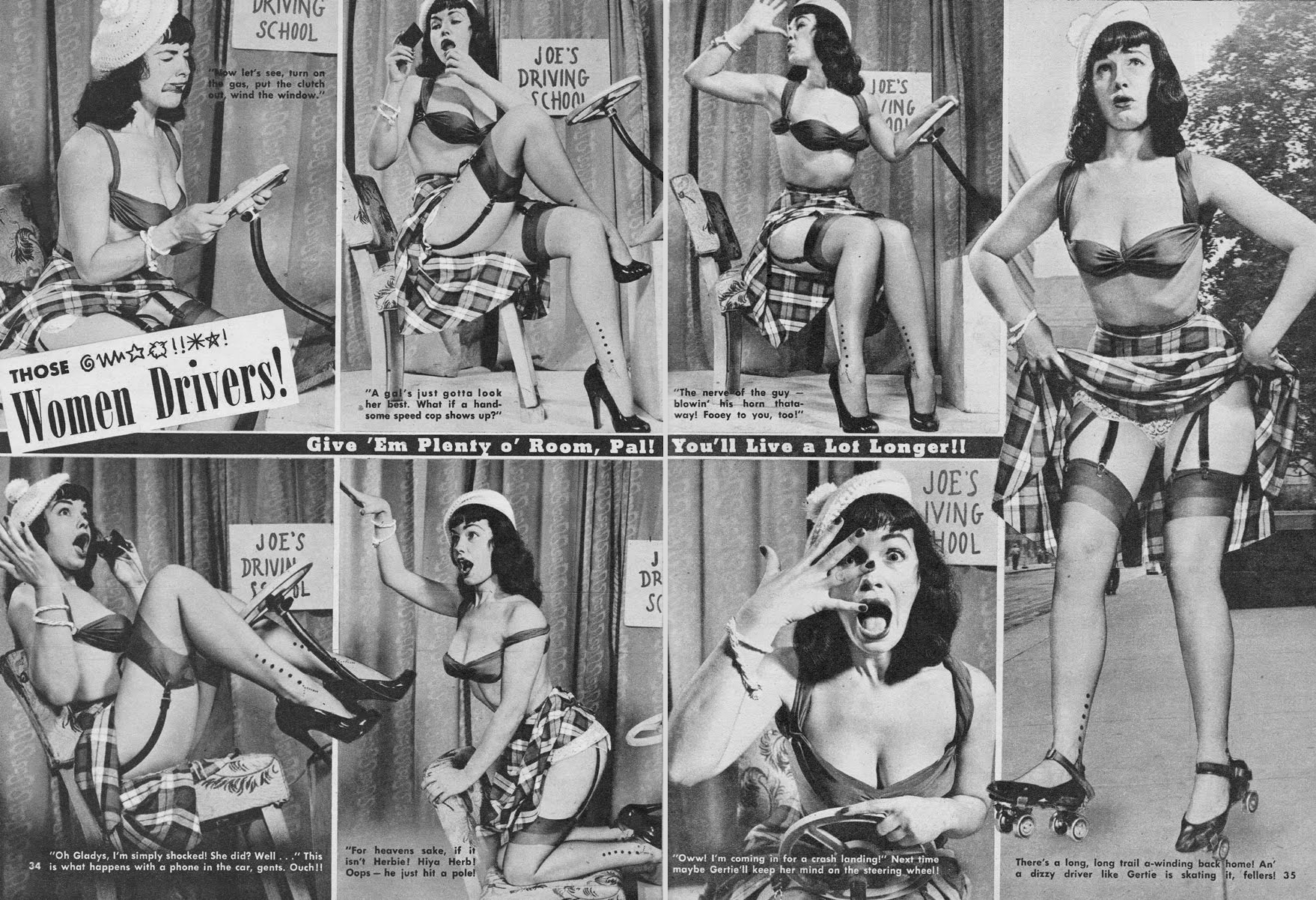
Bettie Page zobrazuje stereotypy o ženách řidičkách v roce 1952.

Genderové stereotypy jsou obecně rozšířené představy o vlastnostech a chování žen a mužů. Empirické studie zjistily široce sdílené kulturní přesvědčení, že muži jsou v řadě činností společensky cennější a kompetentnější než ženy.Dustin B. Thoman a další (2008) předpokládají, že "sociálně-kulturní důležitost schopností oproti ostatním složkám genderově-matematického stereotypu může mít vliv na ženy, které se věnují matematice". Prostřednictvím experimentu porovnávajícího výsledky žen v matematice v rámci dvou různých složek genderově-matematického stereotypu, kterými jsou schopnost matematiky, respektive snaha o matematiku, Thoman a další zjistili, že výsledky žen v matematice jsou spíše ovlivněny negativním stereotypem schopnosti, který je ve Spojených státech ovlivněn sociokulturním přesvědčením, než tím, jak se ženy snaží. V důsledku tohoto experimentu a sociokulturních přesvědčení ve Spojených státech dospěli Thoman a další k závěru, že studijní výsledky jednotlivců mohou být ovlivněny genderovými stereotypy o matematice, které jsou ovlivněny sociokulturními přesvědčeními.

## Jazyk
Sexismus v jazyce existuje tehdy, když jazyk znehodnocuje příslušníky určitého pohlaví. Sexistický jazyk v mnoha případech podporuje mužskou nadřazenost. Sexismus v jazyce ovlivňuje vědomí, vnímání reality, kódování a předávání kulturních významů a socializaci. Vědci poukázali na sémantické pravidlo, které v jazyce funguje jako muž-jako-norma. To vede k sexismu, protože muž se stává standardem a ti, kteří nejsou muži, jsou odsunuti do podřadného postavení. Sexismus v jazyce je považován za formu nepřímého sexismu, protože není vždy zjevný.
Mezi příklady patří:
- Užívání generického maskulina, kdy jsou ženy oslovovány v mužském rodě, jakožto obecném označení pro všechny lidi.[84]
- Používání zájmena mužského rodu v jednotném čísle (on, jeho) jako výchozího pro odkaz na osobu neznámého pohlaví.
- Výrazy v mužském rodu, které mohou používat osoby jiného než mužského pohlaví, například podnikatel, předseda nebo policista.[85]

### Sexistický a genderově neutrální jazyk
Různá feministická hnutí 20. století, od liberálního feminismu a radikálního feminismu až po hlediskový (standpoint) feminismus, postmoderní feminismus a queer teorii, se ve svých teoriích zabývala jazykem. Většina těchto teorií zastává kritický postoj k jazyku, který vyzývá ke změně způsobu, jakým mluvčí jazyk používají.
Jedním z nejčastějších požadavků je rodově neutrální jazyk. Mnozí však upozorňují na skutečnost, že angličtina není ve svém jazykovém systému ze své podstaty sexistická, ale způsob jejího používání se sexistickým stává, a proto by se mohl používat rodově neutrální jazyk. Jiní odpůrci kritiky sexismu v jazyce tvrdí, že jazyk je spíše deskriptivní než preskriptivní a pokusy o jeho kontrolu mohou být bezvýsledné.

### Sexismus v češtině a němčině
Sexismus se také může prolínat s gramatikou. V němčině a češtině se velice často skloňuje rod, číslo a pád. Téměř všechna podstatná jména označující povolání nebo postavení člověka jsou rozlišena podle rodu. Pro rodově neutrálnější konstrukce se někdy místo nich používají podstatná jména v gerundiu, protože tím se v množném čísle gramatické rozlišení rodu eliminuje a v jednotném čísle výrazně omezuje. Například místo die Studenten (studenti-muži) nebo die Studentinnen (studentky) se píše die Studierenden (studující [lidé]). Tento přístup však přináší prvek nejednoznačnosti, protože gerundiální podstatná jména přesněji označují člověka, který v současnosti vykonává danou činnost, než toho, kdo ji běžně vykonává jako své hlavní zaměstnání.

### Sexismus v různých jazycích
Románské jazyky, jako je francouzština a španělština, mohou být považovány za jazyky posilující sexismus, protože mužský rod je výchozí. Slovo "mademoiselle", které znamená "slečna", bylo v roce 2012 premiérem Françoisem Fillonem odstraněno z francouzských úředních formulářů. Současný tlak vyzývá ke změně používání zájmena mužského rodu v množném čísle jako výchozího ve skupině smíšeného pohlaví. Pokud jde o španělštinu, mexické ministerstvo vnitra vydalo příručku, jak omezit používání sexistických výrazů.
Někteří autoři poukazují na sexismus, který je v čínštině obsažen ve struktuře psaných znaků. Například znak pro muže je spojen se znaky pro kladné vlastnosti, jako je odvaha a výkon, zatímco součástí znaku pro ženu je koště.

### Rodově specifické hanlivé výrazy
Rodově specifické hanlivé výrazy zastrašují nebo poškozují jinou osobu kvůli jejímu pohlaví. Sexismus může být vyjádřen jazykem s negativními důsledky, jako je například povýšenost. Například o ženě se může mluvit jako o "dívce", nikoli jako o "ženě", což naznačuje, že je podřízená nebo ne zcela zralá. Dalšími příklady jsou vulgární výrazy. Některá slova jsou zase urážlivá pro trans lidi, například "transka" nebo "babochlap". Za pejorativní se považuje také záměrné používání jiného rodu (misgendering) a zájmeno "to", které označuje střední rod.

## Profesní sexismus
| Oslovování sester křestními jmény Ve zdravotnictví se běžně oslovují křestními jmény osoby, které vykonávají profese, v nichž jsou zastoupeny převážně ženy. Lékaři jsou obvykle oslovováni příjmením, ale zdravotní sestry jsou oslovovány křestním jménem, a to i lékaři, které neznají. Podle Suzanne Gordonové je typický rozhovor mezi lékařem a zdravotní sestrou následující: "Dobrý den, Jane. Já jsem doktor Smith. Mohla byste mi podat pacientovu kartu?" |
| Nursing Against the Odds: How Health Care Cost Cutting, Media Stereotypes, and Medical Hubris Undermine Nurses and Patient Care |

Profesní sexismus označuje diskriminační praktiky, výroky nebo jednání na základě pohlaví, ke kterým dochází na pracovišti. Jednou z forem profesního sexismu je mzdová diskriminace. V roce 2008 Organizace pro hospodářskou spolupráci a rozvoj (OECD) zjistila, že ačkoli se míra zaměstnanosti žen zvýšila a rozdíly v zaměstnanosti a mzdách mužů a žen se téměř všude zmenšily, ženy mají stále v průměru o 20 % menší šanci získat práci a jsou placeny o 17 % méně než muži. Ve zprávě se uvádí: 
V mnoha zemích je diskriminace na trhu práce, tj. nerovné zacházení se stejně produktivními jedinci jen proto, že patří k určité skupině, stále zásadním faktorem, který zvyšuje rozdíly v zaměstnanosti a kvalitě pracovních příležitostí. Důkazy uvedené v tomto vydání Employment Outlook naznačují, že přibližně 8 % rozdílů v zaměstnanosti žen a mužů a 30 % rozdílů v platech žen a mužů v zemích OECD lze vysvětlit diskriminačními praktikami na trhu práce.
Zjistila také, že ačkoli téměř všechny země OECD zavedly antidiskriminační zákony, je obtížné je vymáhat.
Ženy, které se dostanou do převážně mužských pracovních kolektivů, mohou zažít negativní důsledky tokenismu: tlak na výkon, sociální izolaci a uzavírání rolí. Tokenismus by se mohl používat k maskování sexismu, aby se zachovala výhoda mužů na pracovišti. Neexistuje žádná souvislost mezi podílem žen pracujících v organizaci/společnosti a zlepšením jejich pracovních podmínek. Ignorování otázky sexismu může prohloubit pracovní problémy žen.
V průzkumu World Values Survey z roku 2005 byli respondenti dotázáni, zda si myslí, že by placená práce měla být vyhrazena pouze mužům. Na Islandu souhlasilo 3,6 % respondentů, zatímco v Egyptě to bylo 94,9 %.

### Rozdíl v náboru zaměstnanců
Výzkumy opakovaně prokázaly, že matky ve Spojených státech mají menší šanci být přijaty do zaměstnání než stejně kvalifikovaní otcové, a pokud jsou přijaty, dostávají nižší mzdu než muži s dětmi.
Jedna studie zjistila, že uchazečky jsou zvýhodňovány; její výsledky se však setkaly se skepticismem ostatních výzkumníků, protože jsou v rozporu s většinou ostatních studií na toto téma. Joan C. Williamsová, významná profesorka na Hastings College of Law na Kalifornské univerzitě, vznesla námitky proti její metodice a poukázala na to, že fiktivní kandidátky, které studie použila, byly neobvykle dobře kvalifikované. Studie využívající středně kvalifikované postgraduální studenty zjistily, že studenti mužského pohlaví jsou mnohem častěji přijímáni a je jim nabízena lepší mzda a mentoring.
V Evropě studie založené na terénních experimentech na trhu práce poskytují důkazy o tom, že neexistuje závažná míra diskriminace na základě ženského pohlaví. Nerovné zacházení je však stále měřeno v konkrétních situacích, například když se uchazeči a uchazečky ucházejí o pozice na vyšší funkční úrovni v Belgii,[ve zdroji nenalezeno] když se ucházejí o pozice ve svém plodném věku ve Francii[ve zdroji nenalezeno] a když se ucházejí o profese, kde převažují muži, v Rakousku.

### Příjmové rozdíly

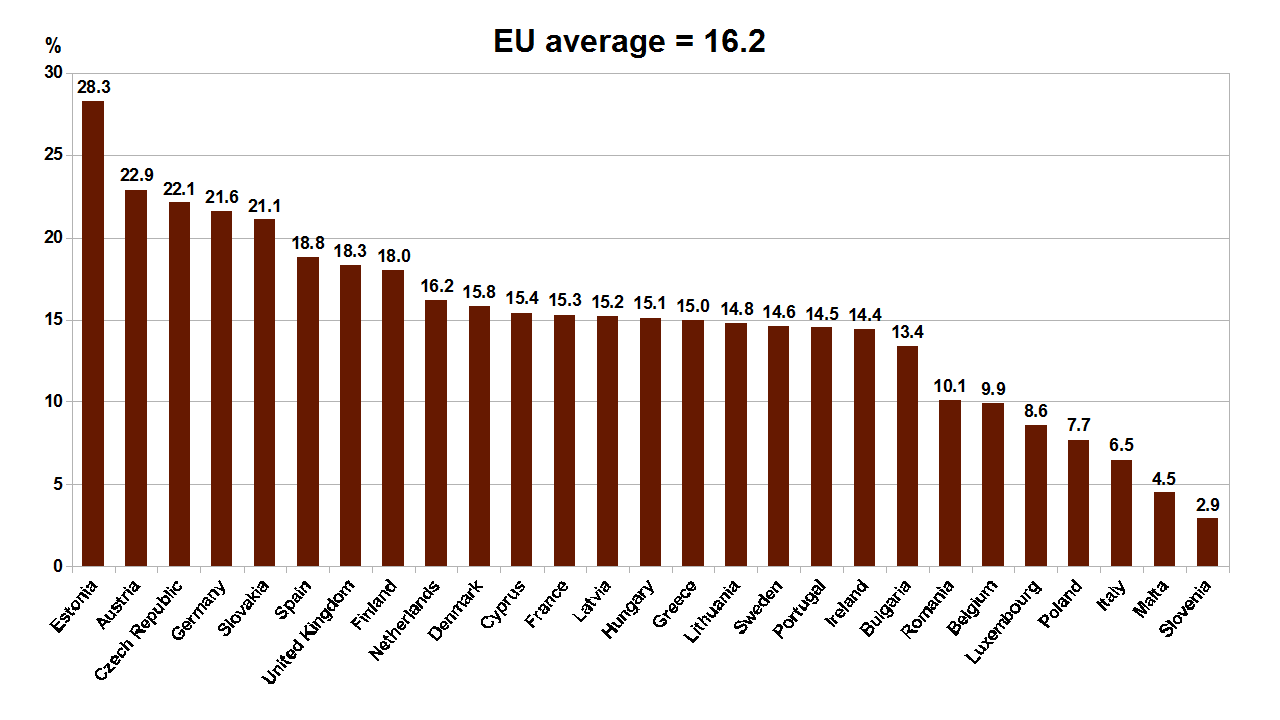
Rozdíly v odměňování žen a mužů v průměrných hrubých hodinových výdělcích podle Eurostatu 2014

Studie dospěly k závěru, že ženy na celém světě vydělávají v průměru nižší mzdy než muži. Někteří lidé tvrdí, že je to důsledek rozšířené genderové diskriminace na pracovišti. Jiní tvrdí, že rozdíly ve mzdách jsou důsledkem rozdílných rozhodnutí mužů a žen, například toho, že ženy kladou větší důraz na to, aby měly děti, než muži, a že muži si častěji než ženy vybírají povolání v dobře placených oborech, jako je obchod, technika a technologie.
Eurostat zjistil, že v roce 2008 činil průměrný rozdíl v odměňování žen a mužů ve 27 členských státech EU 27,5 %. Podobně OECD zjistila, že zaměstnankyně na plný úvazek vydělávaly v roce 2009 v zemích OECD o 27 % méně než jejich mužské protějšky.
Ve Spojených státech byl v roce 2009 poměr výdělků žen a mužů 0,77; ženy pracující na plný úvazek po celý rok (FTYR) vydělávaly o 77 % více než muži pracující na plný úvazek. Výdělky žen v porovnání s výdělky mužů v letech 1960-1980 klesaly (56,7–54,2 %), v letech 1980–1990 rychle rostly (54,2–67,6 %), v letech 1990–2000 se vyrovnaly (67,6–71,2 %) a v letech 2000–2009 rostly (71,2–77,0 %). Od konce roku 2010 se snížila přibližně na úroveň z let 1990 až 2000 (68,6 až 71,1 %). Když byl v roce 1963 přijat první zákon o rovném odměňování, vydělávaly ženy pracující na plný úvazek pouze 48,9 % oproti mužům pracujícím na plný úvazek.
Z výzkumu provedeného v Česku a na Slovensku vyplývá, že i poté, co státy přijaly antidiskriminační zákony, zůstaly dvě třetiny rozdílů v odměňování žen a mužů nevysvětleny a segregace nadále "představovala hlavní zdroj rozdílů".
Příjmové rozdíly mezi muži a ženami se mohou lišit také v rámci jednotlivých profesí a v rámci povolání. Například na Tchaj-wanu studie ukazují, že většina rozdílů v platech mužů a žen se vyskytuje v rámci jednotlivých profesí. V Rusku výzkumy ukazují, že rozdíly ve mzdách mužů a žen jsou nerovnoměrně rozloženy mezi jednotlivými příjmovými úrovněmi a že se vyskytují hlavně na spodní hranici příjmového rozdělení. Výzkum také zjistil, že "nedoplatky mezd a naturální mzdy oslabují mzdovou diskriminaci, zejména u nejhůře placených pracovníků, což naznačuje, že manažeři ruských podniků přikládají při přidělování těchto forem odměn nejmenší význam tomu, aby bylo spravedlivé".
Rozdíly v odměňování žen a mužů jsou připisovány rozdílům v osobních charakteristikách a charakteristikách na pracovišti mezi muži a ženami (např. vzdělání, odpracovaná doba a povolání), vrozeným behaviorálním a biologickým rozdílům mezi muži a ženami a diskriminaci na trhu práce (např. genderové stereotypy a předsudky zákazníků a zaměstnavatelů). Ženy si berou výrazně více volna na výchovu dětí než muži. V některých zemích, například v Jižní Koreji, je také dlouhodobě zavedená praxe propouštět zaměstnankyně po uzavření manželství. Studie profesorky Lindy C. Babcock v její knize Women Don't Ask ukazuje, že muži osmkrát častěji žádají o zvýšení platu, což naznačuje, že nerovnost v odměňování může být částečně důsledkem rozdílů v chování obou pohlaví. Studie však obecně zjišťují, že část rozdílů v odměňování žen a mužů zůstává nevysvětlena i po zohlednění faktorů, o nichž se předpokládá, že ovlivňují výdělky; nevysvětlená část rozdílů v odměňování se připisuje diskriminaci na základě pohlaví.
Odhady diskriminační složky rozdílů v odměňování žen a mužů se liší. OECD odhaduje, že přibližně 30 % rozdílu v odměňování žen a mužů v zemích OECD je způsobeno diskriminací. Australský výzkum ukazuje, že diskriminace se podílí na rozdílech v platech mužů a žen přibližně 60 %. Studie zkoumající rozdíly v odměňování žen a mužů ve Spojených státech ukazují, že po kontrole faktorů ovlivňujících odměňování zůstává velká část rozdílů v odměňování nevysvětlena. Jedna studie absolventů vysokých škol zjistila, že část nevysvětleného rozdílu v odměňování po zohlednění všech ostatních faktorů činí pět procent jeden rok po ukončení studia a 12 % deset let po ukončení studia. Studie Americké asociace univerzitních žen (American Association of University Women) zjistila, že absolventky vysokých škol ve Spojených státech jsou placeny méně než muži, kteří vykonávají stejnou práci a mají stejný obor..

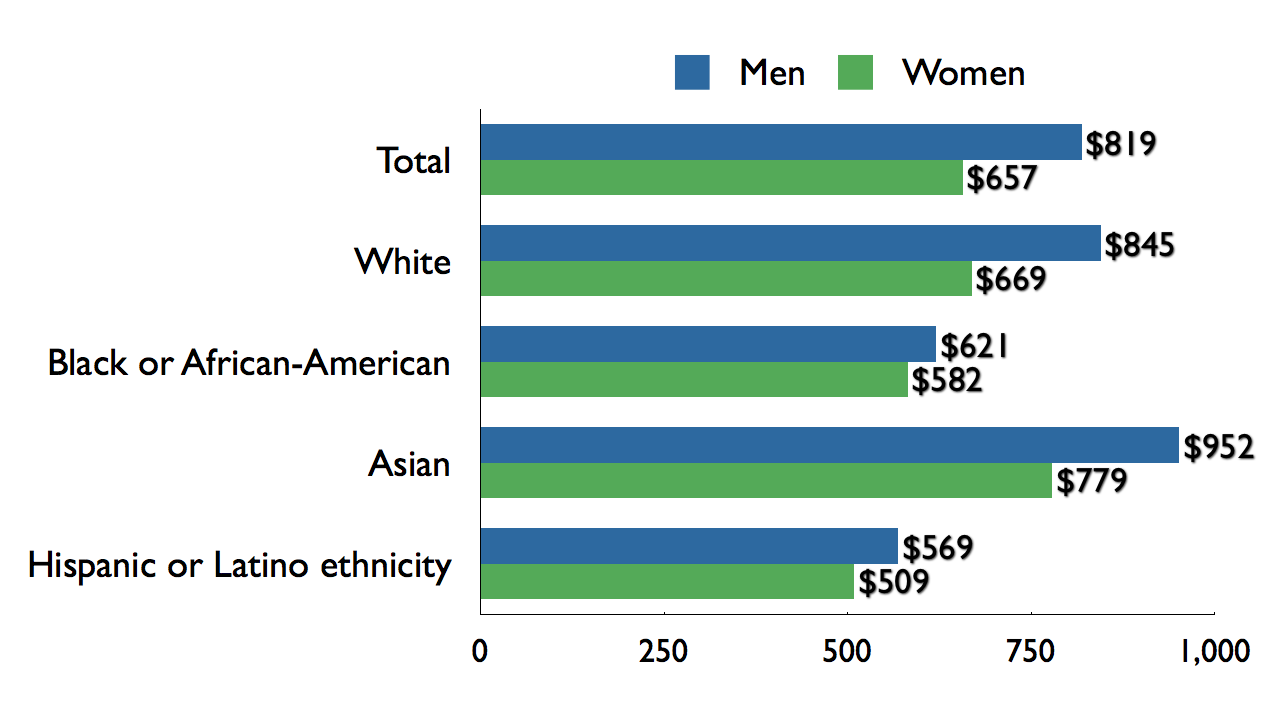
Medián týdenního výdělku zaměstnanců na plný úvazek podle pohlaví, rasy a etnické příslušnosti, USA, 2009

Mzdová diskriminace je teoreticky v rozporu s ekonomickým konceptem nabídky a poptávky, který říká, že pokud je po zboží nebo službě (v tomto případě po práci) poptávka a má hodnotu, najde si svou cenu na trhu. Pokud by pracovník nabízel stejnou hodnotu za nižší mzdu, nabídka a poptávka by naznačovaly větší poptávku po hůře placených pracovnících. Pokud by podnik najímal na stejnou práci pracovníky s nižší mzdou, snížil by své náklady a získal by konkurenční výhodu. Podle nabídky a poptávky by v případě, že by ženy nabízely stejnou hodnotu, měla poptávka (a mzda) vzrůst, protože za své služby nabízejí lepší cenu (nižší mzdu) než muži.
Výzkumy na Cornellově univerzitě i jinde ukazují, že matky mají ve Spojených státech menší šanci být přijaty do zaměstnání než stejně kvalifikovaní otcové, a pokud jsou přijaty, dostávají nižší plat než muži s dětmi. OECD zjistila, že "významný vliv dětí na odměňování žen se obecně projevuje ve Spojeném království a Spojených státech". Otcové vydělávají v průměru o 7 500 dolarů více než bezdětní muži.
Výzkumy naznačují, že rozdíly v odměňování žen a mužů vedou k velkým ztrátám pro ekonomiku.

#### Příčiny příjmových rozdílů

Rozložení rozdílů v odměňování žen a mužů (2010)

Neupravený rozdíl v odměňování žen a mužů (tj. rozdíl bez zohlednění rozdílů v odpracovaných hodinách, zvolených povoláních, vzdělání a pracovních zkušenostech) není sám o sobě měřítkem diskriminace. Spíše poukazuje na rozdíly v průměrných mzdách žen a mužů a slouží jako srovnávací měřítko. Rozdíly v odměňování jsou způsobeny:
- profesní segregací (více mužů v lépe placených odvětvích a žen v hůře placených odvětvích),
- vertikální segregací (méně žen na vyšších, a tedy lépe placených pozicích),
- neúčinnými právními předpisy o rovném odměňování,
- celkovou placenou pracovní dobou žen,
- překážkami vstupu na trh práce (např. úrovní vzdělání a mírou osamělého rodičovství).[140]

Mezi proměnné, které pomáhají vysvětlit neupravené rozdíly v odměňování žen a mužů, patří ekonomická aktivita, pracovní doba a délka zaměstnání. Rozdíl v odměňování žen a mužů ovlivňují specifické faktory, včetně rozdílů v kvalifikaci a diskriminaci žen a mužů, celková struktura mezd a rozdíly v odměňování v jednotlivých průmyslových odvětvích.
Eurostat v roce 2016 odhadl, že po zohlednění průměrných charakteristik mužů a žen vydělávají ženy stále o 11,5 % méně než muži. Jelikož tento odhad zohledňuje průměrné rozdíly mezi muži a ženami, jedná se o odhad nevysvětleného rozdílu v odměňování žen a mužů.

### Efekt skleněného stropu
"Známá představa o efektu skleněného stropu předpokládá, že znevýhodnění z hlediska pohlaví (nebo jiné znevýhodnění) je silnější na vrcholu hierarchie než na nižších úrovních a že se toto znevýhodnění zhoršuje v pozdější fázi kariéry."
Ve Spojených státech tvoří ženy 52 % celkové pracovní síly, ale mezi generálními řediteli a vrcholovými manažery firem jsou pouze tři procenta. Někteří výzkumníci vidí hlavní příčinu této situace v tiché diskriminaci na základě pohlaví, kterou provádějí současní vrcholoví manažeři a ředitelé podniků (převážně muži), a v "historické absenci žen ve vrcholových pozicích", což "může vést k hysterezi, která ženám brání v přístupu k mocným profesním sítím, v nichž dominují muži, nebo k mentorům stejného pohlaví". Efekt skleněného stropu se projevuje zejména u žen z rasových menšin. "Barevné ženy vnímají 'betonový strop', a nikoliv pouze skleněný strop".
U ekonomických profesí bylo zjištěno, že ženy mají větší sklon věnovat svůj čas výuce a službě než muži. Vzhledem k tomu, že pro povýšení je rozhodující soustavná výzkumná práce, "kumulativní účinek malých současných rozdílů v orientaci na výzkum by mohl způsobit pozorovaný významný rozdíl mezi pohlavími v povýšení". V high-tech sektoru výzkum ukazuje, že bez ohledu na změny uvnitř firem budou "mimoorganizační tlaky pravděpodobně přispívat k pokračující genderové stratifikaci při modernizaci firem, což povede k potenciální maskulinizaci kvalifikované práce v oblasti high-tech".
Organizace spojených národů tvrdí, že "pokrok při prosazování žen do vedoucích a rozhodovacích pozic na celém světě je stále příliš pomalý".

#### Možné prostředky nápravy
Výzkum Davida Matsy a Amalie Millerové naznačuje, že lékem na skleněný strop by mohlo být zvýšení počtu žen ve správních radách společností, což by mohlo vést ke zvýšení počtu žen ve vrcholných manažerských pozicích. Stejný výzkum naznačuje, že by to také mohlo vést ke "zpětné vazbě, v níž přítomnost většího počtu manažerek zvyšuje počet kvalifikovaných potenciálních členek správních rad (pro společnosti, které řídí, i pro jiné společnosti), což vede k většímu počtu členek správních rad a následně k dalšímu nárůstu počtu žen ve vedení".

### Sexismus založený na váze
Studie z roku 2009 zjistila, že nadváha brání kariérnímu postupu žen, ale pro muže nepředstavuje žádnou překážku. Ženy s nadváhou byly mezi generálními ředitelkami firem zastoupeny výrazně méně, tvořily 5 až 22 %. Podíl výkonných ředitelů mužů s nadváhou se však pohyboval mezi 45 % a 61 %, což znamená nadměrné zastoupení mužů s nadváhou. Na druhou stranu přibližně pět procent generálních ředitelů bylo mezi oběma pohlavími obézních. Autor studie uvedl, že výsledky naznačují, že "efekt 'skleněného stropu' pro postup žen může odrážet nejen obecné negativní stereotypy o kompetencích žen, ale také předsudky o hmotnosti, které vedou k uplatňování přísnějších standardů vzhledu u žen".

### Diskriminace transgender osob
Transgender osoby se také setkávají s výraznou diskriminací a obtěžováním na pracovišti. Na rozdíl od diskriminace na základě pohlaví není odmítnutí zaměstnat (nebo propustit) pracovníka kvůli jeho genderové identitě nebo projevu ve většině států USA výslovně nezákonné. V červnu 2020 Nejvyšší soud Spojených států rozhodl, že federální zákon o občanských právech chrání gaye, lesby a transgender pracovníky. Soudce Neil Gorsuch, autor většinového stanoviska, napsal: "Zaměstnavatel, který propustí jednotlivce kvůli tomu, že je homosexuál nebo trans, propustí tuto osobu za rysy nebo jednání, které by u příslušníků jiného pohlaví nezpochybňoval. Pohlaví hraje při rozhodování nezbytnou a nespornou roli, což je přesně to, co hlava VII zakazuje." Rozsudek však nechránil zaměstnance LGBT před propuštěním na základě jejich sexuální orientace nebo genderové identity v podnicích s 15 nebo méně zaměstnanci.
V srpnu 1995 podala Kimberly Nixonová stížnost u Soudu pro lidská práva Britské Kolumbie na zařízení Vancouver Rape Relief & Women's Shelter. Nixonová, trans žena, měla zájem pracovat v azylovém domu pro ženy jako dobrovolná poradkyně. Když se v azylovém domě dozvěděli, že je trans, řekli Nixonové, že jí dobrovolnictví v organizaci nebude umožněno. Nixonová tvrdila, že se jedná o nezákonnou diskriminaci podle § 41 zákoníku Britské Kolumbie o lidských právech. Organizace Vancouver Rape Relief namítala, že jednotlivci jsou utvářeni socializací a zkušenostmi z let, kdy se formovali. A jelikož Nixonová byla v dospívání socializována jako muž, nebyla by prý schopna poskytovat dostatečně účinné poradenství ženám narozeným jako ženy, kterým azylový dům sloužil. Nixonová se obrátila na Nejvyšší soud Kanady, který se případem odmítl zabývat.

## Objektifikace

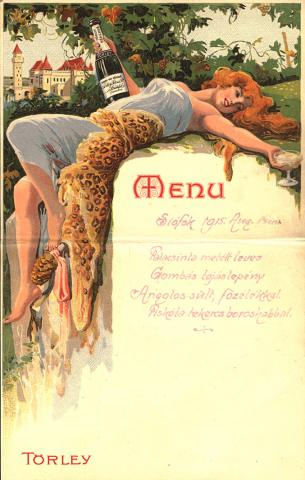
Příklad sexuální objektifikace žen v nabídce vín

V sociální filozofii je objektifikace aktem zacházení s člověkem jako s předmětem nebo věcí. Objektifikace hraje ústřední roli ve feministické teorii, zejména sexuální objektifikace. Feministická spisovatelka a aktivistka za rovnost pohlaví Joy Goh-Mahová tvrdí, že objektifikací je člověk zbaven svéprávnosti. Podle filozofky Marthy Nussbaumové může být osoba objektifikována, pokud se na ni vztahuje jedna nebo více z následujících vlastností:
1. Instrumentalita: zacházení s předmětem jako s nástrojem pro účely někoho jiného.
2. Popírání autonomie: zacházení s objektem jako s objektem bez autonomie nebo sebeurčení.
3. Nečinnost: chování k objektu jako k bezděčnému nebo nečinnému.
4. Zastupitelnost: považování předmětu za zaměnitelný s jinými předměty.
5. Porušitelnost: považování objektu za objekt, který postrádá hraniční integritu a je porušitelný.
6. Vlastnictví: zacházení s objektem, jako by jej bylo možné vlastnit, koupit nebo prodat.
7. Popření subjektivity: zacházení s objektem, jako by nebylo třeba se zajímat o jeho prožitky nebo pocity.

Rae Helen Langton v publikaci Sexual Solipsism: Philosophical Essays on Pornography and Objectification navrhla další tři vlastnosti, které by se měly přidat k seznamu Nussbaumové:
1. Redukce na tělo: zacházení s osobou ztotožněnou s jejím tělem nebo částmi těla.
2. Redukce na vzhled: zacházení s člověkem především z hlediska toho, jak vypadá nebo jak se jeví smyslům.
3. Umlčování: zacházení s osobou, jako by mlčela a neměla schopnost mluvit.

Podle teorie objektifikace může mít objektifikace na ženy, zejména na mladé ženy, závažné důsledky, neboť může mít negativní dopad na jejich psychické zdraví a vést k rozvoji duševních poruch, jako jsou deprese, sexuální dysfunkce a poruchy příjmu potravy.

### V reklamě

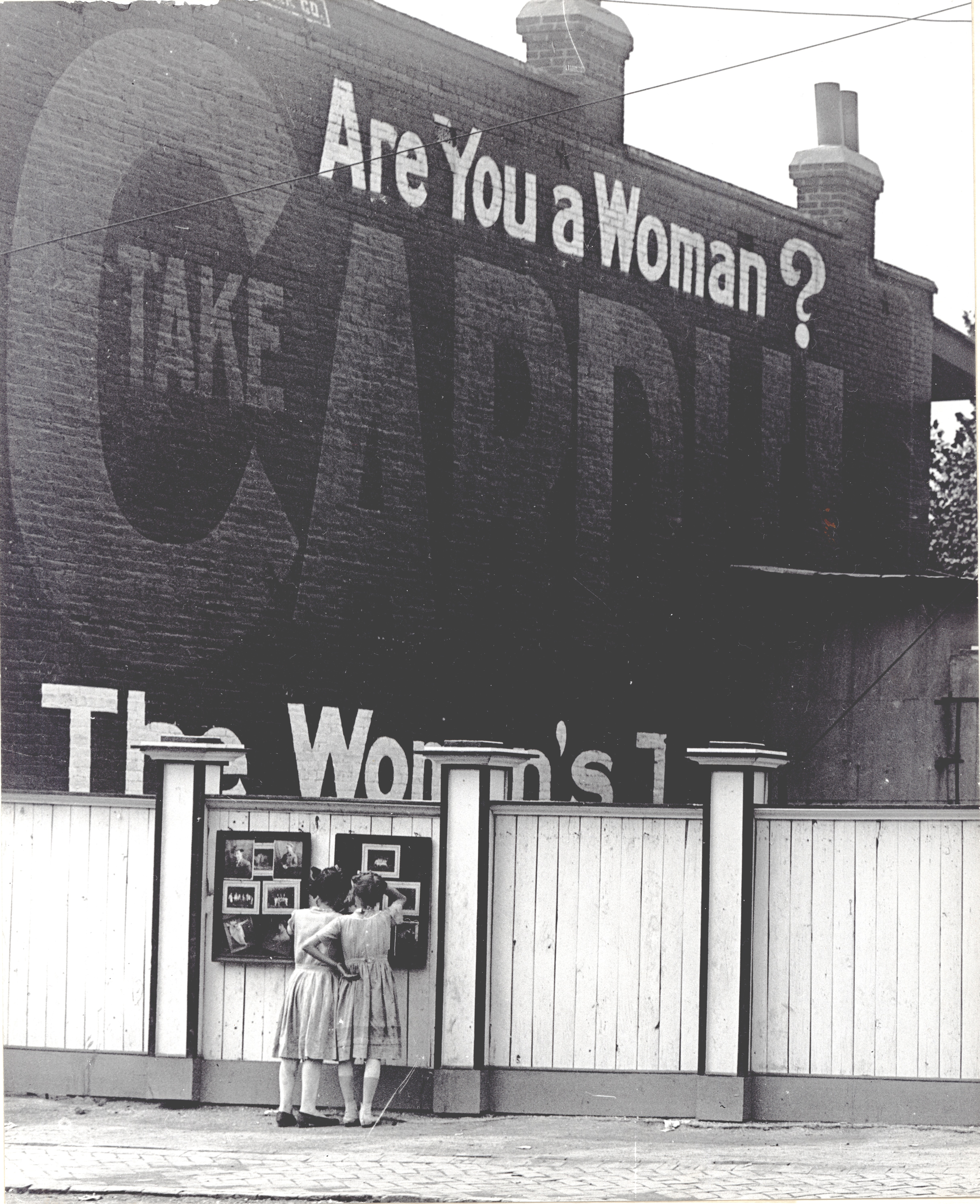

Zatímco dříve reklama zobrazovala ženy a muže ve zjevně stereotypních rolích (např. žena v domácnosti, živitel rodiny), v moderních reklamách již nejsou omezeni pouze na své tradiční role. Reklama však i dnes stereotypizuje muže a ženy, i když rafinovanějšími způsoby, včetně jejich sexuální objektifikace. Ženy jsou nejčastěji terčem sexismu v reklamě. V reklamách s muži jsou často menší, na snímcích jsou odsunuty do pozadí, zobrazovány v "ženských" pózách a obecně více "vystavují své tělo".
V některých zemích (například v Norsku a Dánsku) dnes platí zákony zakazující sexuální objektifikaci v reklamě. Nahota není zakázána a nahé osoby mohou být použity k reklamě na produkt, pokud se vztahují k propagovanému produktu. Sol Olving, šéf norského Kreativt Forum (sdružení nejlepších reklamních agentur v zemi), vysvětlil: "Můžete mít nahou osobu v reklamě na sprchový gel nebo krém, ale ne ženu v bikinách přehozenou přes auto."
Jiné země nahotu nadále zakazují (na základě tradic, které odsuzují obscénnost), ale výslovně odkazují i na sexuální objektifikaci, například Izrael zakazuje billboardy, které "zobrazují sexuální ponížení nebo pokoření nebo prezentují lidskou bytost jako objekt k sexuálnímu využití". Objektifikace v reklamě je zakázaná také v Česku, což stvrdil Nejvyšší správní soud v roce 2021.

### Pornografie
Bojovnice proti pornografii Catharine MacKinnonová tvrdí, že pornografie přispívá k sexismu tím, že objektifikuje ženy a zobrazuje je v submisivních rolích. MacKinnonová spolu s Andreou Dworkinovou tvrdí, že pornografie redukuje ženy na pouhé nástroje a je formou diskriminace na základě pohlaví. Obě vědkyně zdůrazňují souvislost mezi objektifikací a pornografií tím, že uvádějí:
Pornografii definujeme jako grafické sexuálně explicitní podřizování žen prostřednictvím obrazů a slov, které zahrnuje také (i) ženy jsou prezentovány odlidštěně jako sexuální objekty, věci nebo zboží; nebo (ii) ženy jsou prezentovány jako sexuální objekty, které si užívají ponížení nebo bolest; nebo (iii) ženy jsou prezentovány jako sexuální objekty, které zažívají sexuální rozkoš při znásilnění, incestu nebo jiném sexuálním útoku; nebo (iv) ženy jsou prezentovány jako sexuální objekty svázané, pořezané nebo zmrzačené, pohmožděné nebo fyzicky zraněné; (v) ženy jsou prezentovány v polohách nebo pozicích sexuální podřízenosti, služebnosti nebo ukájení; nebo (vi) části ženského těla – mimo jiné včetně pochvy, prsou nebo hýždí – jsou vystavovány tak, že jsou ženy redukovány na tyto části; (vii) ženy jsou zobrazovány jako proniknuté předměty nebo zvířaty; nebo (viii) ženy jsou zobrazovány ve scénách ponižování, pokořování, zraňování, mučení, jsou zobrazovány jako špinavé nebo méněcenné, krvácející, pohmožděné nebo zraněné v kontextu, který tyto stavy činí sexuálními."
Robin Morgan a Catharine MacKinnonová naznačují, že k násilí na ženách přispívají také některé typy pornografie, které erotizují scény, v nichž jsou ženy ovládány, nuceny, ponižovány nebo sexuálně napadány.
Někteří odpůrci pornografie, včetně MacKinnonové, tvrdí, že výroba pornografie zahrnuje fyzický, psychologický a ekonomický nátlak na ženy, které v ní vystupují a dělají modelky. Odpůrci pornografie ji obviňují, že předkládá zkreslený obraz sexuálních vztahů a posiluje sexuální mýty; ukazuje ženy jako neustále dostupné a ochotné provozovat sex kdykoli, s kýmkoli, podle svých podmínek a kladně reagující na jakékoli požadavky.

MacKinnonová píše:
Pornografie ovlivňuje víru lidí v mýty o znásilnění. Pokud tedy například žena řekne "nesouhlasila jsem" a lidé sledovali pornografii, věří mýtům o znásilnění a věří, že žena souhlasila bez ohledu na to, co řekla. Že když řekla ne, myslela tím ano. Že když řekla, že nechtěla, znamenalo to ještě pivo. Když řekla, že by raději šla domů, znamená to, že je lesbička, které je třeba dát pořádnou korektivní zkušenost. Pornografie podporuje tyto mýty o znásilnění a znecitlivuje lidi vůči násilí na ženách, takže pokud jste konzumentem pornografie, potřebujete více násilí, abyste se sexuálně vzrušili. To je velmi dobře zdokumentováno.
Obhájci pornografie a aktivisté proti cenzuře (včetně sexuálně pozitivních feministek) tvrdí, že pornografie nemá na duševně zdravého jedince závažný dopad, protože divák dokáže rozlišit mezi fantazií a realitou. Tvrdí, že muži a ženy jsou v pornografii objektifikováni, zejména v sadistické nebo masochistické pornografii, v níž jsou muži objektifikováni a sexuálně využíváni ženami.

### Prostituce
Prostituce je podnikání nebo provozování sexuálních aktivit za úplatu. Sexuální pracovnice jsou často objektifikovány a jsou považovány za osoby, které slouží pouze klientům, což zpochybňuje jejich smysl pro vlastní jednání. Převládá představa, že prostitutky automaticky souhlasí s veškerým sexuálním stykem, protože sex prodávají profesionálně. V důsledku toho jsou sexuální pracovnice vystaveny vyšší míře násilí a sexuálních útoků. Úřady je často přehlížejí, ignorují a neberou vážně.
V mnoha zemích prostituci dominují nevěstince nebo pasáci, kteří si často nárokují vlastnictví sexuálních pracovnic. Tento pocit vlastnictví posiluje představu, že sexuální pracovnice nemají žádnou pravomoc. To je doslova případ sexuálního otroctví.
Různí autoři tvrdí, že ženská prostituce je založena na mužském sexismu, který schvaluje myšlenku, že nevyžádaný sex se ženou je přijatelný, že mužské touhy musejí být uspokojeny a že ženy jsou nuceny a existují proto, aby sexuálně sloužily mužům. Evropská ženská lobby odsoudila prostituci jako "nepřijatelnou formu mužského násilí".

Carole Patemanová píše, že:
Prostituce je využívání ženského těla mužem k vlastnímu uspokojení. Na straně prostitutky není žádná touha ani uspokojení. Prostituce není vzájemná, příjemná výměna užívání těl, ale jednostranné užívání ženského těla mužem výměnou za peníze.

### Zobrazení v médiích
Někteří vědci se domnívají, že mediální zobrazování demografických skupin může jak udržovat, tak narušovat postoje a chování vůči těmto skupinám. Podle Susan Douglasové: "Od počátku devadesátých let 20. století média přehnaně prezentují ženy jako ty, které se prosadily v profesích, dosáhly sexuální rovnoprávnosti s muži a finančního úspěchu a pohodlí, kterému se těší především doyenky z Laguna Beach s Tiffanyho šperky." Tyto obrazy mohou být škodlivé, zejména pro ženy a rasové a etnické menšiny. Například studie Afroameričanek zjistila, že mají pocit, že jejich mediální zobrazení často posiluje stereotypy o této skupině jako příliš sexuální a idealizuje obrazy afroamerických žen se světlejší pletí a štíhlejší postavou (toto vyobrazení Afroameričanky označují za objektifikující). Při nedávné analýze snímků haitských žen ve fotoarchivu Associated Press z let 1994 až 2009 se objevilo několik témat zdůrazňujících "jinakost" haitských žen a charakterizujících je jako oběti, které potřebují záchranu.
Samantha a Bridges zjistili, že má konzumace médií vliv na to, že se muži stydí za své tělo. Ne však prostřednictvím sebeobjektifikace, jak bylo zjištěno ve srovnatelných studiích u žen. Autoři tedy došli k závěru, že současná měřítka pro posuzování objektifikace byla navržena pro ženy a nedají se vztáhnout na muže. Jiná studie zjistila negativní vliv konzumace časopisů o kráse a fitness na postoje k jídlu a spokojenost s tělem u žen a mužů, ale opět s odlišnými mechanismy, a to sebeobjektifikací u žen a internalizací u mužů.

### Sexistické vtipy
Frederick Attenborough tvrdí, že sexistické vtipy mohou být formou sexuální objektifikace, která redukuje terč vtipu na objekt. Nejenže objektifikují ženy, ale mohou také schvalovat násilí nebo předsudky vůči ženám. "Sexistický humor – znevažování žen prostřednictvím humoru – například trivializuje sexuální diskriminaci pod rouškou neškodné zábavy, čímž vylučuje výhrady nebo odpor, které by pravděpodobně vyvolala sexistická komunikace bez humoru." Fordova studie provedená na 73 vysokoškolských studentech zjistila, že "sexistický humor může u sexistických mužů podporovat projevy předsudků vůči ženám". Podle studie je sexismus, pokud je prezentován humornou formou, vnímán jako tolerovatelný a společensky přijatelný: "Znevažování žen prostřednictvím humoru 'osvobodilo' účastníky sexistické diskuse od nutnosti podřídit se obecnějším a přísnějším normám týkajícím se diskriminace žen."

## Diskriminace na základě genderové identity
Genderová diskriminace je diskriminace na základě skutečné nebo domnělé genderové identity. Genderová identita je "pohlavní identita, vzhled nebo způsoby chování nebo jiné charakteristiky jednotlivce související s pohlavím, ať už s ohledem na pohlaví, které bylo jednotlivci určeno při narození, nebo bez něj". Genderová diskriminace se teoreticky liší od sexismu. Zatímco sexismus je předsudek založený na biologickém pohlaví, genderová diskriminace se konkrétně zabývá diskriminací vůči genderovým identitám, včetně třetího pohlaví a dalších nebinárně identifikovaných osob. Zejména se to týká zacházení s lidmi na pracovišti a zákaz diskriminace na základě genderové identity a projevu se stal předmětem sporů v americkém právním systému.
Podle nedávné zprávy Výzkumné služby Kongresu "ačkoli většina federálních soudů, které se touto otázkou zabývaly, dospěla k závěru, že diskriminace na základě pohlavní identity není diskriminací na základě pohlaví, existuje několik soudů, které dospěly k opačnému závěru". Hurst uvádí, že "soudy často zaměňují pohlaví, gender a sexuální orientaci a zaměňují je způsobem, který vede k popírání práv nejen gayů a leseb, ale i těch, kteří se neprojevují nebo nechovají způsobem, který se tradičně očekává od jejich pohlaví".

### Opoziční sexismus
Opoziční sexismus je termín transfeministické autorky Julie Serano, která definovala opoziční sexismus jako "přesvědčení, že muž a žena jsou rigidní, vzájemně se vylučující kategorie". Opoziční sexismus hraje důležitou roli v řadě sociálních norem, jako je cissexismus, heteronormativita a tradiční sexismus.
Opoziční sexismus normalizuje mužské projevy u mužů a ženské u žen a zároveň démonizuje ženskost u mužů a mužskost u žen. Tento koncept hraje klíčovou roli při podpoře cissexismu, společenské normy, která považuje cisgenderové osoby za přirozené a privilegované na rozdíl od transgender osob.
Myšlenka dvou opačných pohlaví je spojena se sexualitou prostřednictvím toho, co genderová teoretička Judith Butlerová nazývá "povinnou praxí heterosexuality". Protože je opoziční sexismus takto svázán s heteronormativitou, jsou neheterosexuálové považováni za osoby porušující genderové normy.
Koncept opačných pohlaví vytváří podle Serana "nebezpečný precedens", kdy "pokud jsou muži velcí, musejí být ženy malé, a pokud jsou muži silní, musejí být ženy slabé". Genderová binárnost a opoziční normy společně podporují "tradiční sexismus", tedy přesvědčení, že ženskost je podřízena mužskosti a slouží jí.
Serano uvádí, že opoziční sexismus funguje společně s "tradičním sexismem". Ten zajišťuje, že "ti, kdo jsou mužští, mají moc nad těmi, kdo jsou ženští, a že pouze ti, kdo se narodili jako muži, budou považováni za autenticky mužské".

### Diskriminace transgender osob
Transgenderová diskriminace je diskriminace osob, jejichž genderová identita se liší od společenského očekávání biologického pohlaví, s nímž se narodily. Mezi formy diskriminace patří mimo jiné doklady totožnosti neodrážející pohlaví, veřejné toalety a další zařízení oddělené podle pohlaví, pravidla oblékání podle binárních genderových kódů a nedostatečný přístup k odpovídajícím zdravotním službám a jejich existence. V nedávném rozhodnutí dospěla Komise pro rovné pracovní příležitosti (EEOC) k závěru, že diskriminace transgender osoby je diskriminací na základě pohlaví.
Národní průzkum transgenderové diskriminace (NTDS) z let 2008–2009 (americký průzkum od National Center for Transgender Equality a National Gay and Lesbian Task Force ve spolupráci s National Black Justice Coalition který byl ve své době nejrozsáhlejším průzkumem transgenderové diskriminace) ukázal, že černošské transgender osoby ve Spojených státech trpí "kombinací antitransgenderových předsudků a přetrvávajících, strukturálního a individuálního rasismu" a že "černošští transgender lidé žijí v extrémní chudobě, která je více než dvakrát vyšší než u transgender lidí všech ras (15 %), čtyřikrát vyšší než u obecné černošské populace (9 %) a více než osmkrát vyšší než u obecné americké populace (4 %)". Další diskriminaci čelí osoby bez rozdílu pohlaví, ať už se jedná o transformaci, nebo ne, a to z důvodu vytržení ze společensky přijatelných genderových binarit a viditelné stigmatizace. Podle NTDS čelí transgender gender nonconforming (TGNC) jedinci o osm až 15 % vyšší míře diskriminace a násilí vůči sobě samým a společnosti než binární transgender jedinci. Lisa R. Millerová a Eric Anthony Grollman ve své studii z roku 2015 zjistili, že "genderová nekonformita může zvýšit vystavení trans osob diskriminaci a zdraví škodlivému chování. Dospělí genderově nekonformní trans lidé uváděli více případů závažné i každodenní transfobní diskriminace než jejich genderově konformní protějšky".
V jiné studii provedené ve spolupráci s Ligou sjednocených občanů Latinské Ameriky byly latinskoamerické trans osoby, které neměly občanství, nejvíce ohroženy obtěžováním, zneužíváním a násilím.
V prosinci 2016 byla zveřejněna aktualizovaná verze průzkumu NTDS s názvem U.S. Transgender Survey 2015.

## Příklady

### Domácí násilí

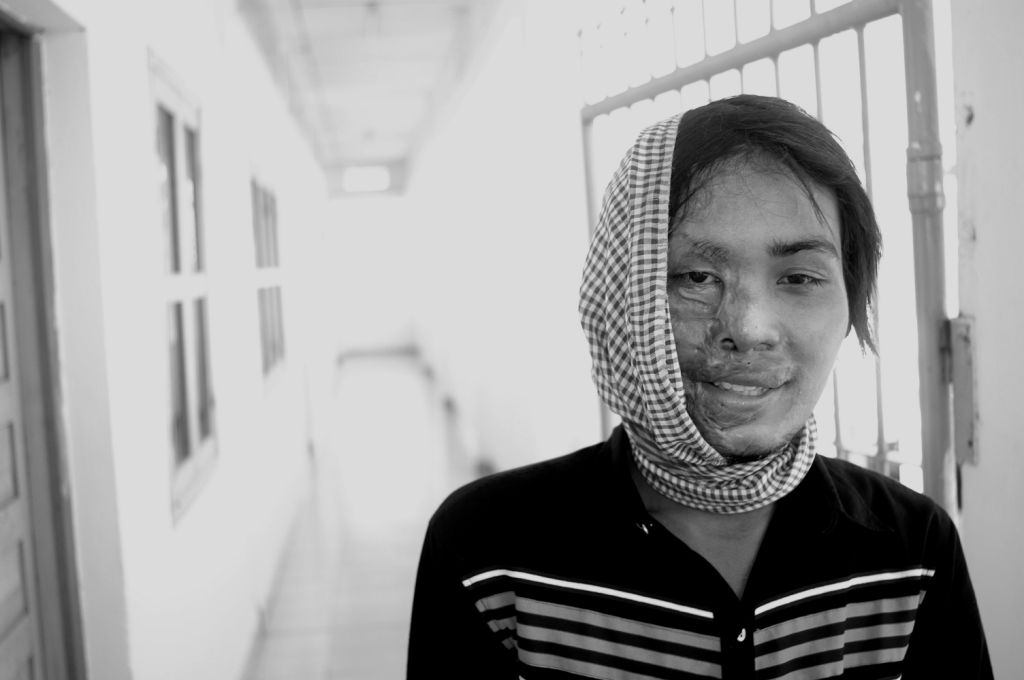
Oběť útoku kyselinou v Kambodži

Ačkoli se o přesné míře násilí vedou spory, existuje řada mezikulturních důkazů o tom, že ženy jsou vystaveny domácímu násilí páchanému převážně muži. Kromě toho panuje široká shoda v tom, že ženy jsou častěji vystaveny závažným formám týrání a je u nich větší pravděpodobnost, že jim partner, který je týrá, ublíží. Organizace spojených národů uznává domácí násilí jako formu genderově podmíněného násilí, které označuje za porušování lidských práv a za důsledek sexismu.
Domácí násilí je v mnoha částech světa tolerováno a dokonce právně akceptováno. Například v roce 2010 rozhodl Nejvyšší soud Spojených arabských emirátů (SAE), že muž má právo fyzicky trestat svou ženu a děti, pokud nezanechá viditelné stopy. V roce 2015 upozornila organizace Equality Now na paragraf trestního zákoníku Severní Nigérie s názvem Náprava dítěte, žáka, služebníka nebo manželky, který zní: "(1) Trestným činem není nic, co by neznamenalo způsobení těžké újmy osobám, které se dopustí: (...) d) manželem za účelem nápravy jeho manželky, přičemž takový manžel a manželka podléhají jakémukoli domácímu právu nebo zvyklostem, v nichž je taková náprava uznána za zákonnou."
Vraždy ze cti jsou další formou domácího násilí praktikovanou v některých částech světa a jejich oběťmi jsou převážně ženy. K vraždám ze cti může dojít kvůli odmítnutí uzavřít dohodnutý sňatek, udržování vztahu, který příbuzní neschvalují, mimomanželskému sexu, oběti znásilnění, nevhodnému oblékání nebo homosexualitě. Úřad OSN pro drogy a kriminalitu uvádí, že "naše zločiny, včetně zabíjení, jsou jednou z nejstarších forem genderového násilí v historii".

Podle zprávy zvláštního zpravodaje předložené na 58. zasedání Komise OSN pro lidská práva týkající se kulturních zvyklostí v rodině, které odrážejí násilí na ženách:
Zvláštní zpravodaj uvedl, že v Brazílii byla přijata protichůdná rozhodnutí týkající se obhajoby ze cti a že legislativní ustanovení umožňující částečnou nebo úplnou obhajobu v této souvislosti lze nalézt v trestních zákonících Argentiny, Ekvádoru, Egypta, Guatemaly, Íránu, Izraele, Jordánska, Peru, Sýrie, Venezuely a Palestinské samosprávy.
Praktiky, jako jsou vraždy ze cti a kamenování, jsou v některých zemích stále podporovány většinovými politiky a dalšími úředníky. V Pákistánu po vraždách ze cti v Balúčistánu v roce 2008, kdy bylo zabito pět žen příslušníky kmene Umrani v Balúčistánu, obhajoval tyto praktiky pákistánský federální ministr poštovních služeb Israr Ullah Zehri: "Jsou to staleté tradice a já je budu i nadále hájit. Bát by se měli jen ti, kdo se dopouštějí nemorálních činů." Po případu Sakíne Mohammadí Aštíaníové z roku 2006 (kvůli němuž se Írán dostal pod mezinárodní tlak kvůli trestům ukamenování) Mohammad Džavád Larídžání, vysoký vyslanec a šéf íránské Rady pro lidská práva, obhajoval praxi ukamenování; tvrdil, že je to "mírnější trest" než poprava, protože odsouzeným dává šanci na přežití.
Smrt v důsledku věna je důsledkem zabití žen, které nejsou schopny zaplatit vysokou cenu věna za svůj sňatek. Podle Amnesty International je "přetrvávající realita násilí spojeného s věnem příkladem toho, co se může stát, když se s ženami zachází jako s majetkem".

### Gendercida a nucená sterilizace

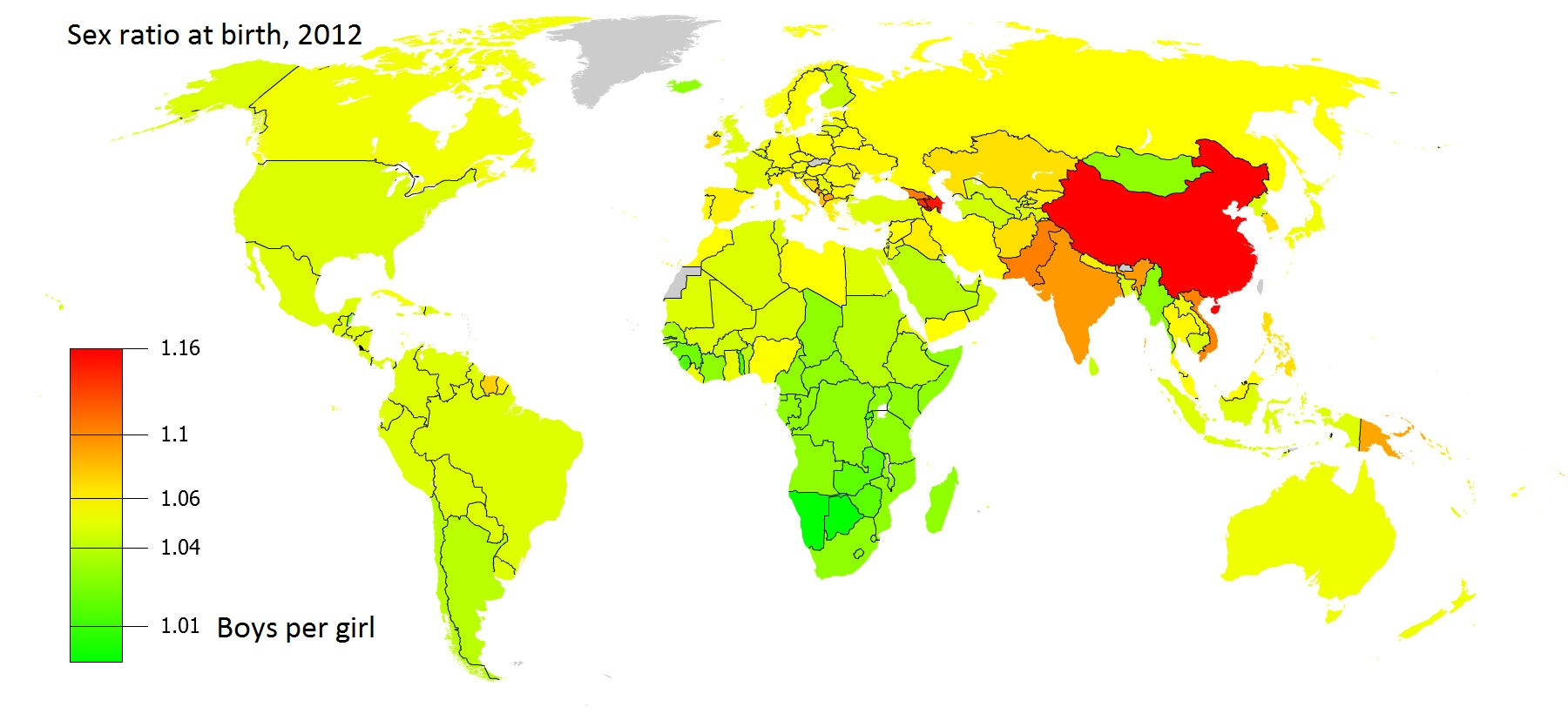
Mapa poměru pohlaví při narození ve světě, 2012

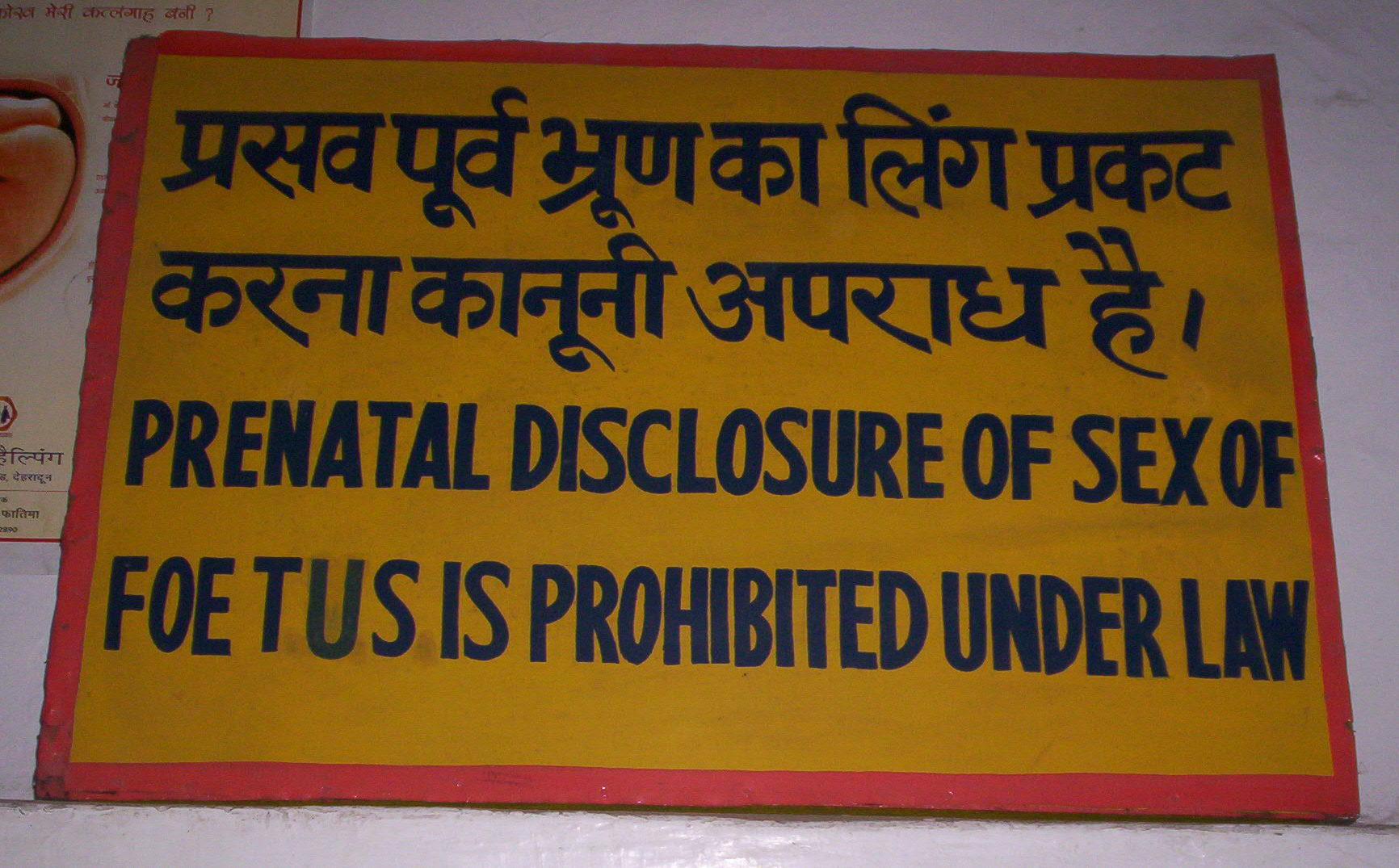

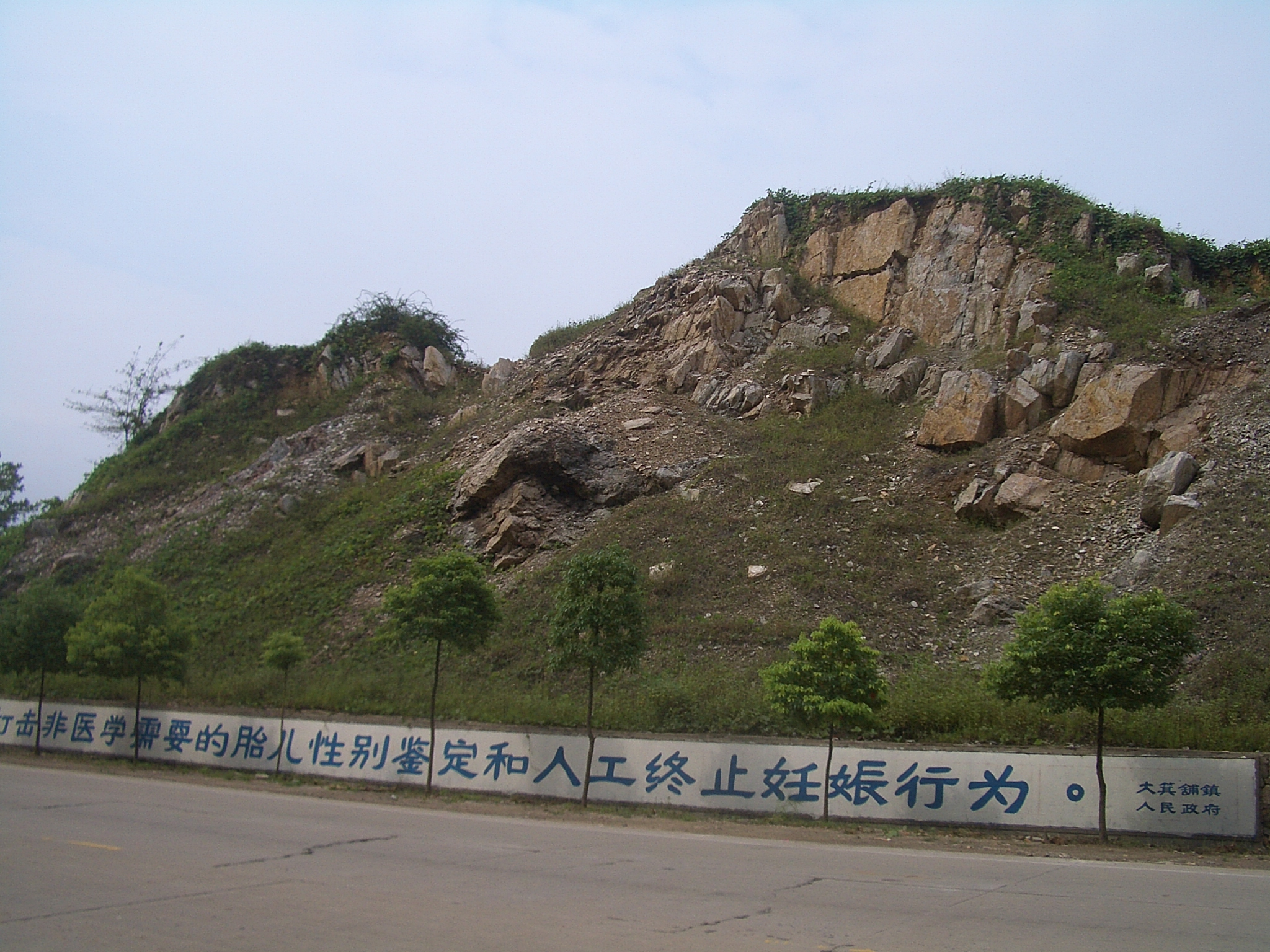
"Zakročte proti lékařsky zbytečné identifikaci pohlaví plodu a proti praktikám ukončování těhotenství."

Infanticida žen je zabíjení novorozených dětí ženského pohlaví, zatímco selektivní potrat žen je ukončení těhotenství na základě ženského pohlaví plodu. Gendercidium je systematické zabíjení příslušníků určitého pohlaví a představuje extrémní formu genderově podmíněného násilí. Infanticida žen je častější než infanticida mužů a je rozšířená zejména v jižní Asii, v zemích, jako je Čína, Indie a Pákistán. Nedávné studie naznačují, že v Číně a Indii chybí více než 90 milionů žen a dívek v důsledku infanticidy.
Potrat selektivního pohlaví zahrnuje přerušení těhotenství na základě předpokládaného pohlaví dítěte. Potraty plodů ženského pohlaví jsou nejčastější v oblastech, kde kultura upřednostňuje děti mužského pohlaví před dětmi ženského pohlaví, například v některých oblastech východní a jižní Asie (Čína, Indie, Korea), na Kavkaze (Ázerbájdžán, Arménie a Gruzie) a na západním Balkáně (Albánie, Makedonie, Černá Hora, Kosovo). Jedním z důvodů této preference je, že muži jsou považováni za osoby, které přinášejí větší příjem než ženy. Tento trend v předchozím desetiletí neustále narůstal a v budoucnu může vést k nedostatku žen.
Nucená sterilizace a nucený potrat jsou také formy genderově podmíněného násilí. Násilná sterilizace byla v první polovině 20. století praktikována v mnoha západních zemích a existují zprávy o tom, že se tato praxe v současnosti používá v některých zemích, například v Uzbekistánu a Číně.
V Číně je politika jednoho dítěte v interakci s nízkým postavením žen považována za příčinu mnoha případů zneužívání, jako je infanticida žen, potraty podle pohlaví, opouštění holčiček, nucené potraty a nucená sterilizace.
V Indii je zvyk věna silně spojen s infanticidou žen, potraty podle pohlaví, opuštěním a špatným zacházením s dívkami. Tyto praktiky jsou rozšířeny zejména v severozápadní části země: Dillí, Džammú a Kašmír, Harijána, Paňdžáb, Uttarákhand a Dillí.

### Mrzačení ženských pohlavních orgánů

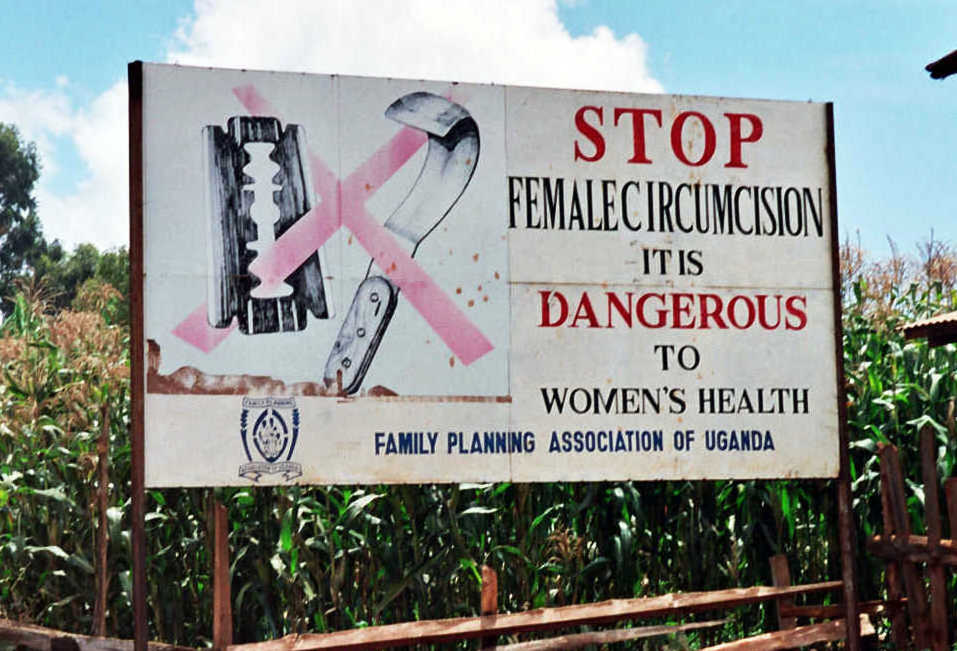
Kampaň proti mrzačení ženských pohlavních orgánů v Ugandě

Světová zdravotnická organizace (WHO) definuje mrzačení ženských pohlavních orgánů jako "všechny zákroky, které zahrnují částečné nebo úplné odstranění vnějších ženských pohlavních orgánů nebo jiné poškození ženských pohlavních orgánů z jiných než lékařských důvodů". WHO dále uvádí, že "zákrok nemá pro dívky a ženy žádný zdravotní přínos" a "může způsobit silné krvácení a problémy s močením, později cysty, infekce, neplodnost a také komplikace při porodu zvýšené riziko úmrtí novorozence". "Je mezinárodně uznáván jako porušení lidských práv dívek a žen" a "představuje extrémní formu diskriminace žen". Evropský parlament ve svém usnesení uvedl, že tato praxe "je v jasném rozporu s evropskou základní hodnotou rovnosti žen a mužů a udržuje tradiční hodnoty, podle nichž jsou ženy považovány za objekty a majetek mužů".

### Sexuální napadení a zacházení s oběťmi

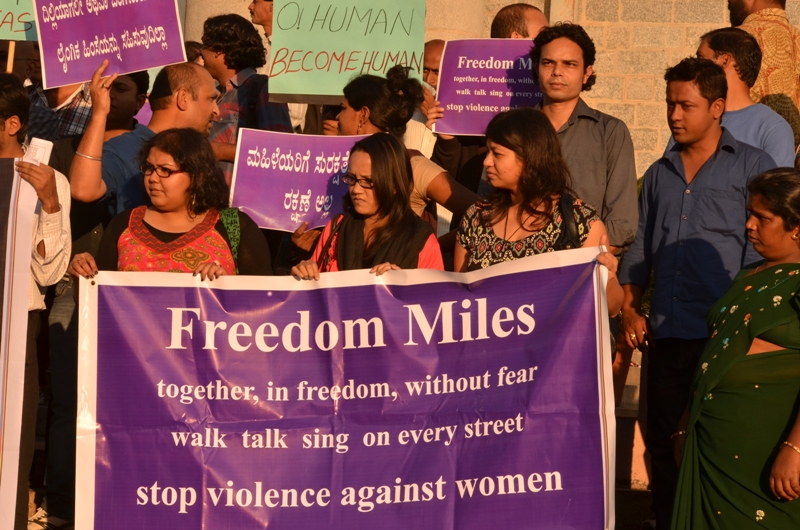
Lidé v indickém Bangalore požadující spravedlnost pro studentku hromadně znásilněnou v Dillí v roce 2012

Výzkum Lisaka a Rothové zaměřený na faktory motivující pachatele sexuálních útoků na ženy, včetně znásilnění, odhalil spíše nenávist vůči ženám a potěšení ze způsobení psychického a fyzického traumatu než sexuální zájem. Mary Odem a Peggy Reeves Sanday tvrdí, že znásilnění není důsledkem patologie, ale systému mužské dominance, kulturních zvyklostí a přesvědčení.
Odem, Jody Clay-Warnerová a Susan Brownmillerová tvrdí, že sexistické postoje jsou šířeny řadou mýtů o znásilnění a násilnících.:s.130–140 Uvádějí, že v rozporu s těmito mýty násilníci často plánují znásilnění ještě předtím, než si vyberou oběť, a že nejčastější formou znásilnění je znásilnění ze známosti (nikoli napadení cizí osobou).:s.xiv Odem také tvrdí, že tyto mýty o znásilnění šíří sexistické postoje k mužům tím, že utvrzují přesvědčení, že muži nedokážou ovládat svou sexualitu.
Sexismus může podporovat stigmatizaci znásilněných žen a dívek a bránit jejich zotavení. V mnoha částech světa jsou znásilněné ženy ostrakizovány, zavrhovány svými rodinami, vystavovány násilí a v extrémních případech se mohou stát obětí vraždy ze cti, protože jsou považovány za někoho, kdo zostudil svou rodinu.
Znásilnění v manželství bylo kriminalizováno teprve nedávno, v posledních několika desetiletích; v mnoha zemích je stále legální. Několik zemí východní Evropy a Skandinávie postavilo manželské znásilnění mimo zákon před rokem 1970; ostatní evropské země a některé anglicky mluvící země mimo Evropu jej postavily mimo zákon později, většinou v 80. a 90. letech 20. století; některé země jej postavily mimo zákon v roce 2000. WHO napsala, že: "Manželství je často využíváno k legitimizaci různých forem sexuálního násilí na ženách. Zvyk provdat či oženit malé děti, zejména dívky, se vyskytuje v mnoha částech světa. Tato praxe – v mnoha zemích legální – je formou sexuálního násilí, protože děti, kterých se to týká, nejsou schopny dát nebo odepřít svůj souhlas".
V zemích, kde je smilstvo nebo cizoložství nezákonné, mohou být oběti znásilnění obviněny z trestného činu.

### Válečné znásilnění

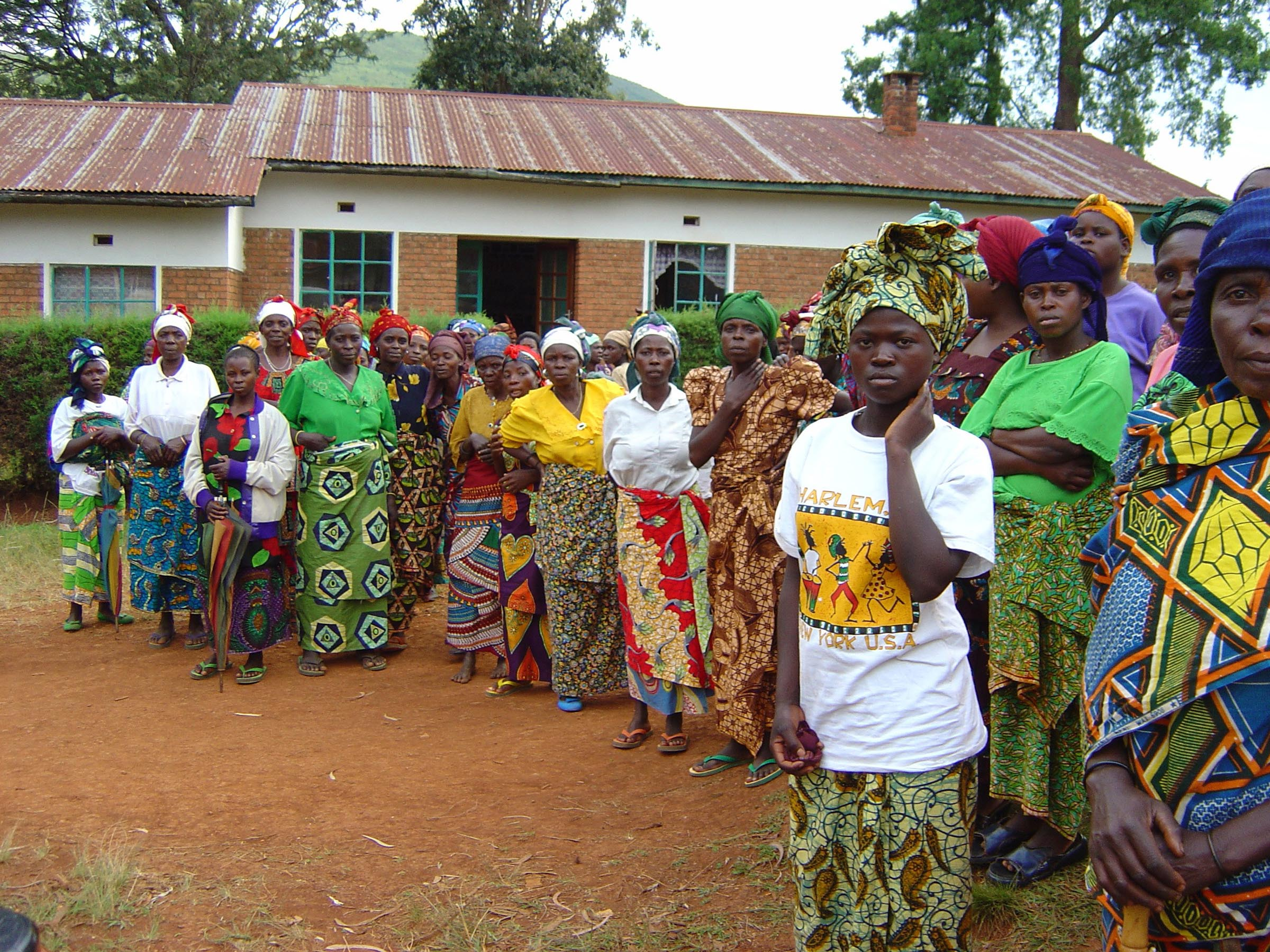
Setkání obětí sexuálního násilí v Demokratické republice Kongo

Sexismus se projevuje trestným činem znásilnění, jehož terčem jsou ženy civilistky a vojáci, spáchaným vojáky, bojovníky nebo civilisty během ozbrojeného konfliktu, války nebo vojenské okupace. Vyplývá to z dlouhé tradice, kdy jsou ženy považovány za sexuální kořist, a z misogynní kultury vojenského výcviku.

### Reprodukční práva
Populační fond OSN uvádí, že "plánování rodiny má zásadní význam pro rovnost žen a mužů a posílení postavení žen". Ženám v mnoha zemích světa jsou odepírány lékařské a informační služby týkající se reprodukčního zdraví, včetně přístupu k péči o těhotenství, plánování rodiny a antikoncepci. V zemích s velmi přísnými potratovými zákony (zejména v Latinské Americe) jsou ženy, které potratí, často vyšetřovány policií pro podezření, že potrat úmyslně vyvolaly, a někdy jsou uvězněny, což Amnesty International označila za "bezohlednou kampaň proti právům žen". Lékaři se mohou zdráhat léčit velmi nemocné těhotné ženy, protože se obávají, že by léčba mohla vést ke ztrátě plodu. Podle Amnesty International "diskriminační přístup k ženám a dívkám také znamená, že přístup k sexuální výchově a antikoncepci je [v Salvadoru] téměř nemožný". Organizace také kritizuje zákony a politiky, které vyžadují souhlas manžela, aby žena mohla využívat služeb reprodukčního zdraví, jako diskriminační a nebezpečné pro zdraví a život žen: "Pro ženu, která potřebuje souhlas manžela, aby dostala antikoncepci, mohou být důsledky diskriminace vážné – dokonce fatální."

### Dětské a nucené sňatky

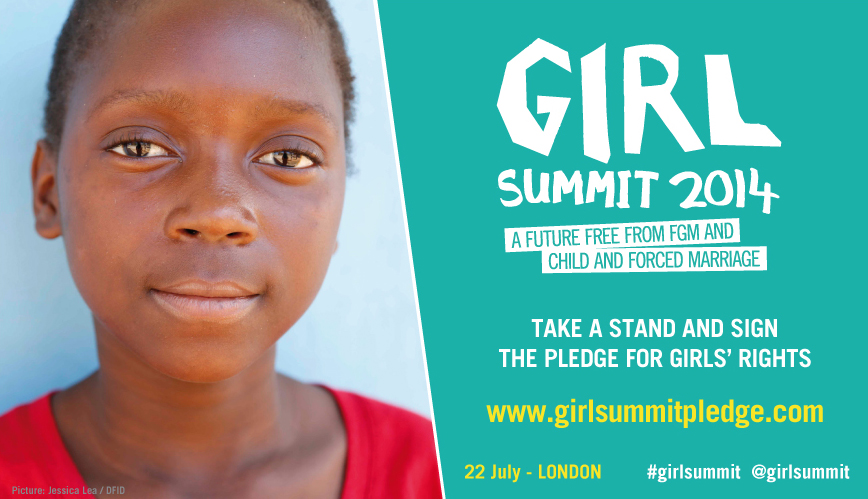
Plakát proti dětským a nuceným sňatkům

Dětský sňatek znamená uzavření manželství mezi dítětem a dospělým nebo mezi dvěma dětmi, kterým je obvykle méně než 18 let, což je praxe, která neúměrně postihuje ženy. Dětská manželství jsou nejčastější v jižní Asii, na Blízkém východě a v subsaharské Africe, ale vyskytují se i v jiných částech světa. Praxe uzavírání sňatků s mladými dívkami je zakořeněna v patriarchální ideologii kontroly ženského chování a je také udržována tradičními praktikami, jako je věno a cena za nevěstu. Dětské sňatky jsou silně spojeny s ochranou ženského panenství. UNICEF uvádí, že:
Sňatky s dívkami mladšími 18 let mají kořeny v genderové diskriminaci, podporují předčasné a trvalé plození dětí a upřednostňují vzdělání chlapců. Dětské sňatky jsou také strategií ekonomického přežití, neboť rodiny provdávají své dcery v raném věku, aby snížily svou ekonomickou zátěž.
Důsledky dětských sňatků zahrnují omezené možnosti vzdělávání a zaměstnání, zvýšené riziko domácího násilí, sexuálního zneužívání dětí, komplikace při těhotenství a porodu a sociální izolaci. Mezinárodní organizace práce definuje předčasné a nucené manželství jako formu moderního otroctví. V některých případech může být znásilněná žena nebo dívka donucena ke sňatku s násilníkem, aby byla obnovena čest její rodiny; v Etiopii je běžný sňatek únosem, kdy muž unese ženu nebo dívku, kterou si chce vzít, a znásilní ji, aby si vynutil sňatek.

### Soudnictví a právní předpisy

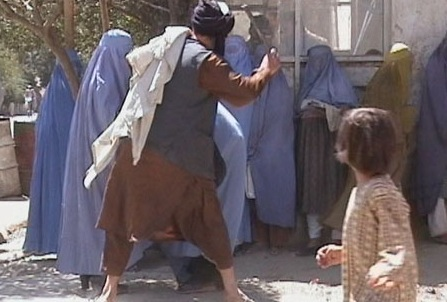
Člen náboženské policie Talibanu bije afghánskou ženu v Kábulu 26. srpna 2001. Státní násilí na ženách je jednou z forem diskriminace.

V některých zemích Organizace islámské spolupráce (OIC) má právní svědectví ženy poloviční hodnotu než svědectví muže. Mezi tyto země patří např. Alžírsko (v trestních věcech), Bahrajn (u soudů šaría), Egypt (u rodinných soudů), Írán (ve většině případů), Irák (v některých případech), Jordánsko (u soudů šaría), Kuvajt (u rodinných soudů), Libye (v některých případech), Maroko (u rodinných soudů), Palestina (v případech týkajících se manželství, rozvodu a péče o děti), Katar (v rodinných věcech), Sýrie (u soudů šaría), Spojené arabské emiráty (v některých občanskoprávních věcech), Jemen (vůbec nesmí svědčit v případech cizoložství a odplaty) a Saúdská Arábie. Organizace Human Rights Watch a Equality Now tyto zákony kritizovaly jako diskriminační vůči ženám.
Systém trestního soudnictví v mnoha zemích common law je rovněž obviňován z diskriminace žen. Provokace je v mnoha zemích zvykového práva částečnou obranou proti vraždě, která mění to, co by bylo vraždou, na zabití. Má se uplatnit v případě, kdy osoba zabije v "zápalu vášně" poté, co byla "vyprovokována" chováním oběti. Tato obhajoba byla kritizována jako genderově podmíněná, zvýhodňující muže, protože se neúměrně používá v případech cizoložství a jiných domácích sporů, kdy jsou ženy zabíjeny svými partnery. V důsledku toho, že obhajoba vykazuje silnou genderovou zaujatost a je formou legitimizace násilí mužů na ženách a minimalizací škod způsobených násilím na ženách, byla v několika právních řádech zrušena nebo omezena.
Tradiční shovívavost vůči zločinům z vášně v latinskoamerických zemích má svůj původ v názoru, že žena je majetek. V roce 2002 Widney Brownová, ředitelka organizace Human Rights Watch, uvedla, že "takzvané zločiny z vášně mají podobnou dynamiku [jako vraždy ze cti], protože ženy jsou zabíjeny mužskými členy rodiny a zločiny jsou vnímány jako ospravedlnitelné nebo pochopitelné". Úřad vysokého komisaře OSN pro lidská práva (OHCHR) vyzval k "odstranění diskriminačních ustanovení v legislativě, včetně polehčujících okolností u 'zločinů z vášně'".
Některé studie ve Spojených státech ukázaly, že za stejné trestné činy jsou muži trestáni přísněji než ženy. Při kontrole zatčení, trestní minulosti a dalších proměnných před obviněním jsou tresty pro muže o více než 60 % vyšší. U žen je větší pravděpodobnost, že se obvinění zcela vyhnou a v případě odsouzení se vyhnou trestu odnětí svobody. Rozdíly mezi pohlavími se liší podle povahy případu. Například v případech podvodů je rozdíl mezi pohlavími méně výrazný než v případech obchodování s drogami a střelnými zbraněmi. K tomuto rozdílu dochází u federálních soudů v USA navzdory pokynům, které mají zabránit rozdílnému ukládání trestů. Trest smrti může také trpět genderovou předpojatostí. Podle Shatze a Shatzové "tato studie potvrzuje to, co ukázaly dřívější studie: že trest smrti je ukládán ženám relativně zřídka a že je neúměrně často ukládán za zabití žen".
Rozdíly v trestním soudnictví mezi muži a ženami ve Spojených státech jsou vysvětlovány různě. Jedním z nejčastějších je očekávání, že ženy jsou převážně pečovatelky. Mezi další možné důvody patří "teorie přítelkyně" (podle níž jsou ženy považovány za nástroje svých partnerů), teorie, že obžalované ženy častěji spolupracují s úřady, a skutečnost, že ženy často úspěšně převádějí své násilné trestné činy na oběti, když se odvolávají na obhajobu, jako je poporodní deprese nebo syndrom týrané ženy. Žádná z těchto teorií však nevysvětluje celkový rozdíl a jako základní příčina se uvádí sexismus.
Diskriminace na základě pohlaví také pomáhá vysvětlit rozdíly mezi výsledky soudních řízení, kdy jsou některé obžalované ženy odsouzeny k trestu smrti a jiné obžalované ženy k mírnějším trestům. Phillip Barron tvrdí, že obžalované ženy jsou častěji odsouzeny k trestu smrti za trestné činy, které porušují genderové normy, jako je zabití dětí nebo zabití cizích osob.
Trans lidi čelí ve vězení rozsáhlé diskriminaci. Většinou jsou ubytováni podle svého zákonného pohlaví, nikoli podle své genderové identity. Studie ukázaly, že trans lidi jsou v tomto prostředí vystaveni zvýšenému riziku obtěžování a sexuálního napadení. Může jim být také odepřen přístup k lékařským zákrokům souvisejícím s jejich změnou identity.
V některých zemích se ukamenování používá jako forma trestu smrti. Podle Amnesty International je většina kamenovaných žen a ženy jsou kamenováním postiženy nepřiměřeně kvůli sexismu v právním systému.

Jedna ze studií zjistila, že: 
Ženy dostávají v průměru nižší tresty než muži, přičemž zhruba 30 % rozdílů mezi muži a ženami ve věznění nelze vysvětlit sledovanými kriminálními charakteristikami trestného činu a pachatele. Zjistili jsme také důkazy o značné heterogenitě v přístupu soudců k pachatelům a pachatelkám. Existuje však jen málo důkazů o tom, že chutě k diskriminaci na základě pohlaví jsou příčinou průměrných rozdílů mezi pohlavími nebo rozdílů v zacházení mezi soudci.
Studie Knepperové z roku 2017 zjistila, že "žalobci a žalobkyně, kteří podávají žalobu pro diskriminaci na pracovišti z důvodu pohlaví, mají podstatně větší pravděpodobnost, že se dohodnou a získají odškodnění, kdykoli je k případu přiřazena soudkyně. Kromě toho je u soudkyň o 15 procentních bodů nižší pravděpodobnost, že vyhoví návrhům podaným žalovanými, než u soudců, což naznačuje, že závěrečná jednání jsou formována vznikem předpojatosti."

### Vzdělávání
Ženy měly tradičně omezený přístup k vysokoškolskému vzdělání. V minulosti, když byly ženy přijímány na vysoké školy, byly povzbuzovány, aby studovaly méně vědecké obory; studium anglické literatury na amerických a britských vysokých školách a univerzitách bylo zavedeno jako obor považovaný za vhodný pro "nižší intelekt" žen.
Vzdělávací obory ve vysokoškolském vzdělávání vytvářejí a udržují nerovnost mezi muži a ženami. Rozdíly přetrvávají zejména v oblasti počítačových a informačních věd, kde v USA ženy získaly pouze 21 % vysokoškolských titulů, a v oblasti inženýrství, kde ženy v roce 2008 získaly pouze 19 % titulů. Pouze jeden z pěti doktorátů z fyziky v USA je udělen ženám a jen asi polovina z nich jsou Američanky. Ze všech profesorů fyziky v zemi je pouze 14 % žen. Od roku 2019 tvoří ženy pouze 27 % všech pracovníků v oborech STEM a v průměru vydělávají téměř o 20 % méně než muži ve stejných odvětvích.
Světová gramotnost je nižší u žen než u mužů. Údaje z The World Factbook ukazují, že 79,7 % žen je gramotných, oproti 88,6 % mužům (ve věku 15 let a více). V některých částech světa jsou dívky stále vyloučeny z řádného veřejného nebo soukromého vzdělávání. V některých částech Afghánistánu čelí dívky, které chodí do školy, vážnému násilí ze strany některých členů místní komunity a náboženských skupin. Podle odhadů OSN z roku 2010 pouze v Afghánistánu, Pákistánu a Jemenu připadalo na 100 chlapců ve škole méně než 90 dívek. Jayachandran a Lleras-Muney ve své studii o hospodářském rozvoji Srí Lanky naznačili, že prodloužení střední délky života žen podporuje investice do vzdělání, protože delší časový horizont zvyšuje hodnotu investic, které se v průběhu času vyplatí.
Vzdělávací příležitosti a výsledky žen se na Západě výrazně zlepšily. Od roku 1991 podíl žen zapsaných na vysoké školy ve Spojených státech převyšuje podíl zapsaných mužů a tento rozdíl se v průběhu času zvětšuje. V roce 2007 tvořily ženy většinu – 54 % – z 10,8 milionu vysokoškolských studentů ve Spojených státech. Výzkum Diane Halpernové však ukázal, že chlapcům se ve třídě na gymnáziu dostává více pozornosti, pochval, obviňování a trestů a "tento vzorec aktivnější pozornosti učitelů zaměřené na studenty mužského pohlaví pokračuje i na postsekundární úrovni". Postupem času žákyně ve třídě mluví méně. Učitelé mají také tendenci věnovat více času podpoře studijních výsledků dívek.
Spisovatel Gerry Garibaldi tvrdí, že vzdělávací systém se "feminizoval" a dává dívkám větší šanci na úspěch díky "dívkám přátelštějšímu" prostředí ve třídě. To podle něj brání chlapcům tím, že trestá "mužské" chování a diagnostikuje chlapcům poruchy chování. Studie provedená časopisem American Economic Journal zjistila, že chlapci narození ve znevýhodněných rodinách mají častěji kázeňské problémy, horší výsledky a méně dokončují střední školu než dívky ze srovnatelného prostředí. Studie OECD ve více než 60 zemích zjistila, že učitelé dávají chlapcům za stejnou práci nižší známky. Výzkumníci to přičítají stereotypním představám o chlapcích a doporučují učitelům, aby si tuto genderovou předpojatost uvědomovali. Jedna studie zjistila, že studenti hodnotí profesorky hůře než profesory, přestože se zdá, že si studenti vedou pod vedením profesorek stejně dobře jako profesoři.
Genderové předsudky a diskriminace na základě pohlaví stále prostupují vzdělávacím procesem v mnoha prostředích. Například v procesu výuky a učení, včetně rozdílného zapojení, očekávání a interakcí učitelů se studenty a studentkami, a také genderových stereotypů v učebnicích a učebních materiálech. Chybí odpovídající zdroje a infrastruktura pro zajištění bezpečného a příznivého vzdělávacího prostředí a nedostatečné politické, právní a plánovací rámce, které by respektovaly, chránily a naplňovaly právo na vzdělání.

### Móda

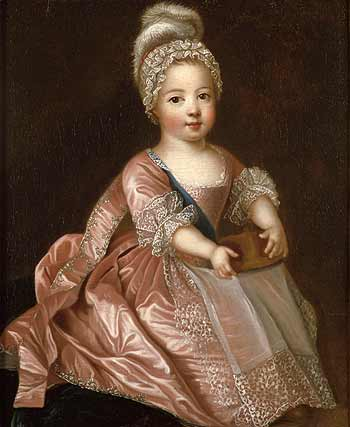
Ludvík XV. v roce 1712, chlapec v růžových šatech

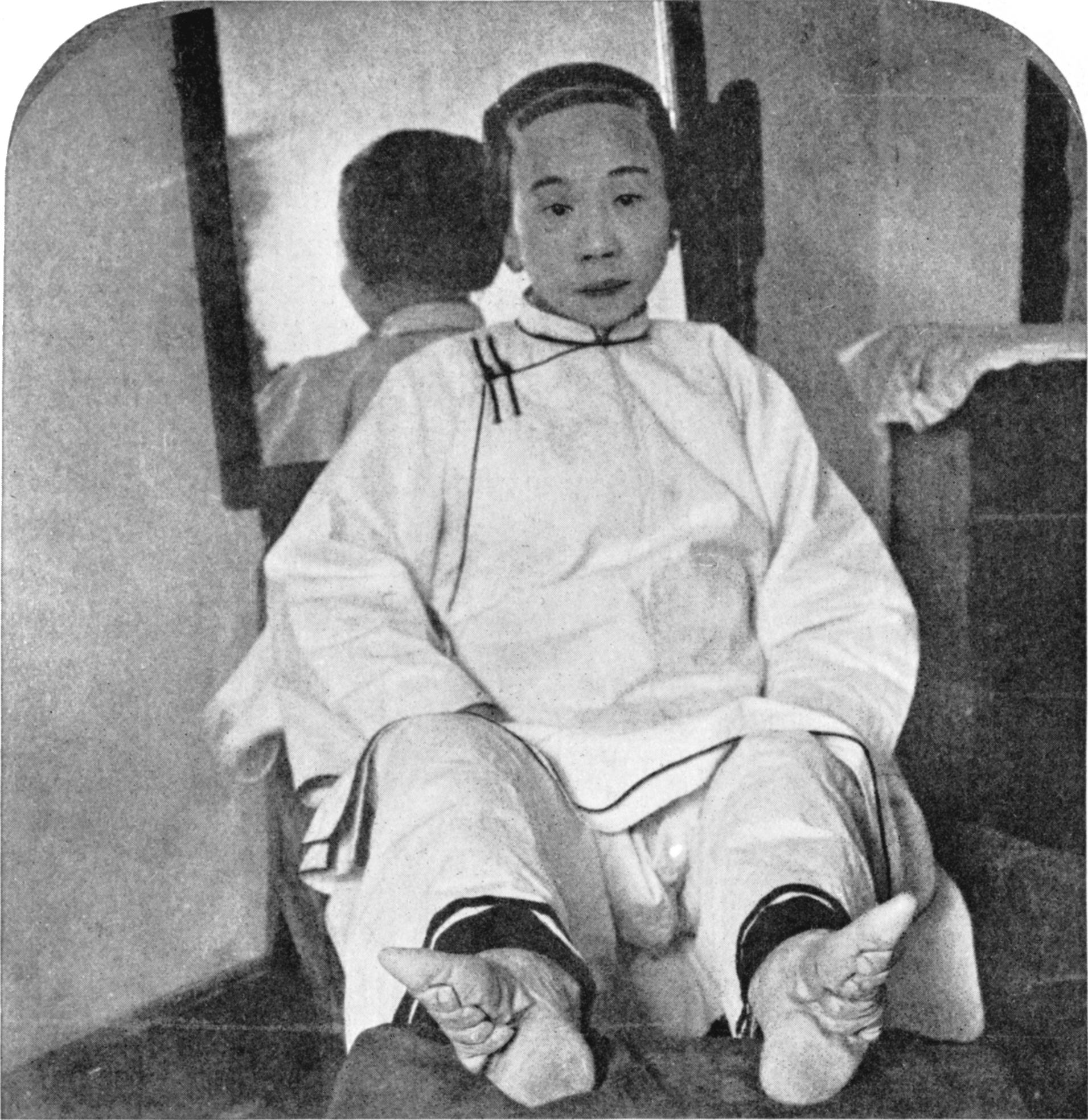
Číňanka ukazuje účinek podvazování chodidel

Feministky tvrdí, že móda oděvů a obuvi je pro ženy utlačující, omezuje jejich pohyb, zvyšuje jejich zranitelnost a ohrožuje jejich zdraví. Používání štíhlých modelek v módním průmyslu podporuje rozvoj bulimie a mentální anorexie a také uzavírá spotřebitelky do falešné ženské identity.
Přidělování dětského oblečení podle pohlaví může v dětech vzbudit přesvědčení o negativních genderových stereotypech. Příkladem může být přiřazení růžové barvy dívkám a modré chlapcům v některých zemích. Jedná se o módu z relativně nedávné doby. Na začátku 20. století byl trend opačný: modrá pro dívky a růžová pro chlapce. Na počátku 20. století napsal časopis The Women's Journal, že "růžová barva je rozhodnější a silnější a je vhodnější pro chlapce, zatímco modrá, která je jemnější a jemnější, je hezčí pro dívky". Časopis DressMaker také vysvětloval, že "preferovanou barvou pro oblékání malých chlapců je růžová. Modrá je vyhrazena pro dívky, protože je považována za světlejší a jemnější z obou barev, a růžová je považována za silnější (podobná červené)". Dnes se v mnoha zemích považuje za nevhodné, aby chlapci nosili šaty a sukně, ale i to je poměrně nový názor. Od poloviny 16. století až do konce 19. nebo začátku 20. století byli mladí chlapci v západním světě nepokrytí a nosili šaty nebo šatičky až do věku od dvou do osmi let.

Zákony, které nařizují ženám, jak se mají oblékat, považuje řada mezinárodních organizací na ochranu lidských práv, například Amnesty International, za diskriminaci na základě pohlaví. V mnoha zemích jsou ženy vystaveny násilí za nedodržování určitých pravidel oblékání, ať už ze strany úřadů (např. náboženské policie), rodinných příslušníků nebo komunity. Amnesty International uvádí:
Výklad náboženství, kultury nebo tradice nemůže ospravedlnit vnucování pravidel oblékání těm, kteří se rozhodli oblékat jinak. Státy by měly přijmout opatření na ochranu jednotlivců před tím, aby je členové rodiny, komunitní nebo náboženské skupiny či vůdci nutili oblékat se určitým způsobem.
Výrobní proces je také kritizován za sexistické praktiky. V oděvním průmyslu tvoří přibližně 80 % pracovníků ženy. Velká část výroby oděvů se kvůli nízkým nákladům na pracovní sílu nachází v Asii. Ženy, které v těchto továrnách pracují, jsou sexuálně obtěžovány manažery a muži, dostávají nízké mzdy a jsou diskriminovány v těhotenství.

### Branná povinnost

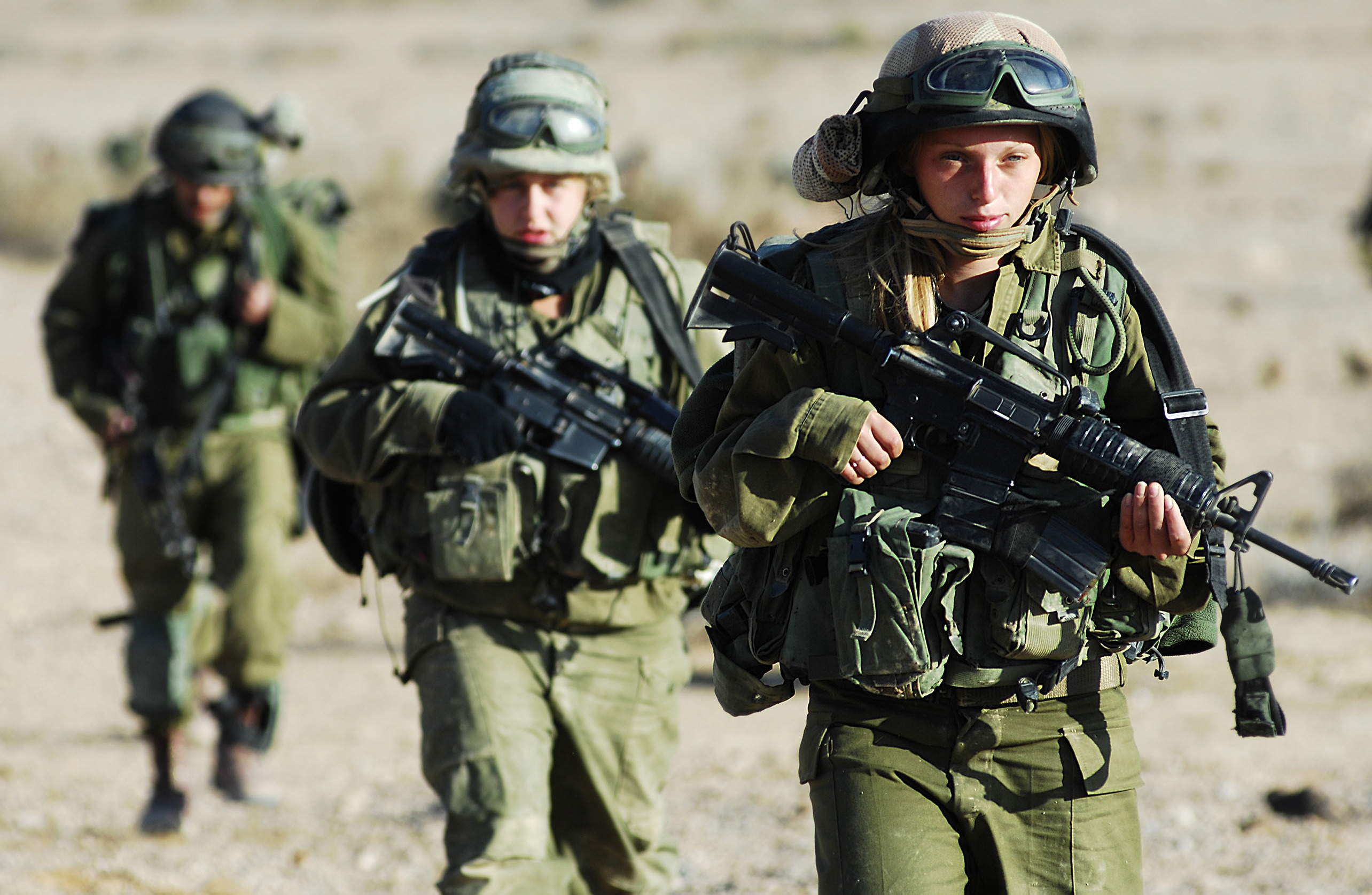
Izraelské vojákyně

Branná povinnost neboli povinná vojenská služba byla kritizována jako sexistická.:s.102 Před koncem 20. století podléhali branné povinnosti pouze muži a ve většině zemí stále slouží v armádě pouze muži.:s.255
Filozof David Benatar ve své knize The Second Sexism: Discrimination Against Men and Boys (2012) uvádí, že "převládá předpoklad, že tam, kde je nutná branná povinnost, by měli být odváděni pouze muži, a podobně, že pouze muži by měli být nuceni k boji". To je podle něj "sexistický předpoklad".:s.102 Antropoložka Ayse Gül Altinayová poznamenala, že "vzhledem k rovnému volebnímu právu neexistuje žádná jiná občanská praxe, která by tak radikálně rozlišovala mezi muži a ženami jako povinná mužská branná povinnost".:s.34
Pouze devět zemí z asi sedmdesáti tří, které mají zavedenou nějakou povinnou vojenskou službu, povolává do svých ozbrojených sil ženy: Čína, Eritrea, Izrael, Libye, Malajsie, Severní Korea, Norsko, Peru a Tchaj-wan. Jiné země – například Finsko, Turecko a Singapur – stále používají systém branné povinnosti, který vyžaduje vojenskou službu pouze od mužů, ačkoli ženy mohou sloužit dobrovolně. V roce 2014 se Norsko stalo první zemí NATO, která v rámci genderové rovnosti zavedla povinnou vojenskou službu pro ženy, a v roce 2015 začala nizozemská vláda připravovat genderově neutrální návrh zákona. Genderově selektivní odvody byly ve Spojených státech napadány.